# Nai sừng tấm Á-Âu
Nai sừng tấm Á-Âu (Danh pháp khoa học: Alces alces) là một loài thú trong phân họ Capreolinae thuộc họ hươu nai (Cervidae). Đây là loài thú to lớn nhất và nặng nhất còn tồn tại trong họ hươu nai. Người ta phân biệt nai sừng tấm với các loài họ hàng hươu nai khác thông qua đặc trưng là bộ gạc hình lá ở con đực ("giống như nhánh cây"), chúng nổi bật với vẻ ngoài đồ sộ và cặp sừng khôi vĩ, cái chân cà kheo và có mõm dài ngoằng. Nai sừng tấm thường sống tại các khu rừng phía bắc và những khu rừng rụng lá hỗn hợp tại Bắc bán cầu thuộc khí hậu ôn đới đến khí hậu cận Bắc Cực. Trong lịch sử, loài nai sừng tấm Á Âu từng phân bố trên một phạm vi rộng lớn nhưng hoạt động săn bắn và các hoạt động khác của con người đã khiến quần thể nai sừng tấm sụt giảm và thu hẹp rất nhiều. Nai sừng tấm được tái du nhập loài vào một vài môi trường sống trước đây của chúng.
Hiện nay, hầu hết nai sừng tấm sinh sống tại Canada, Alaska, Scandinavia, Latvia, Estonia, New England và Nga. Trong đó, các quyền thể phân bố tại châu Mỹ (Canada, Alaska...) thuộc về một chi riêng trong chi Alces. Chế độ ăn uống của nai sừng tấm bao gồm cả thực vật trên cạn lẫn dưới nước (thực vật thủy sinh). Những loài dã thú chuyên săn nai sừng tấm phổ biến nhất là sói xám, gấu và con người. Không giống hầu hết các loài hươu nai khác, nai sừng tấm là động vật đơn độc và không sống thành bầy đàn. Mặc dù chúng thường di chuyển chậm và ít vận động, nai sừng tấm có thể trở nên hung hăng và di chuyển nhanh chóng nếu chúng bị giật mình hay giận dữ. Mùa giao phối của chúng diễn ra vào mùa thu, trong thời kỳ này có thể dẫn đến những trận đấu ngoạn mục giữa các con đực cạnh tranh dành lấy cảm tình một con hươu cái.

## Phân bố

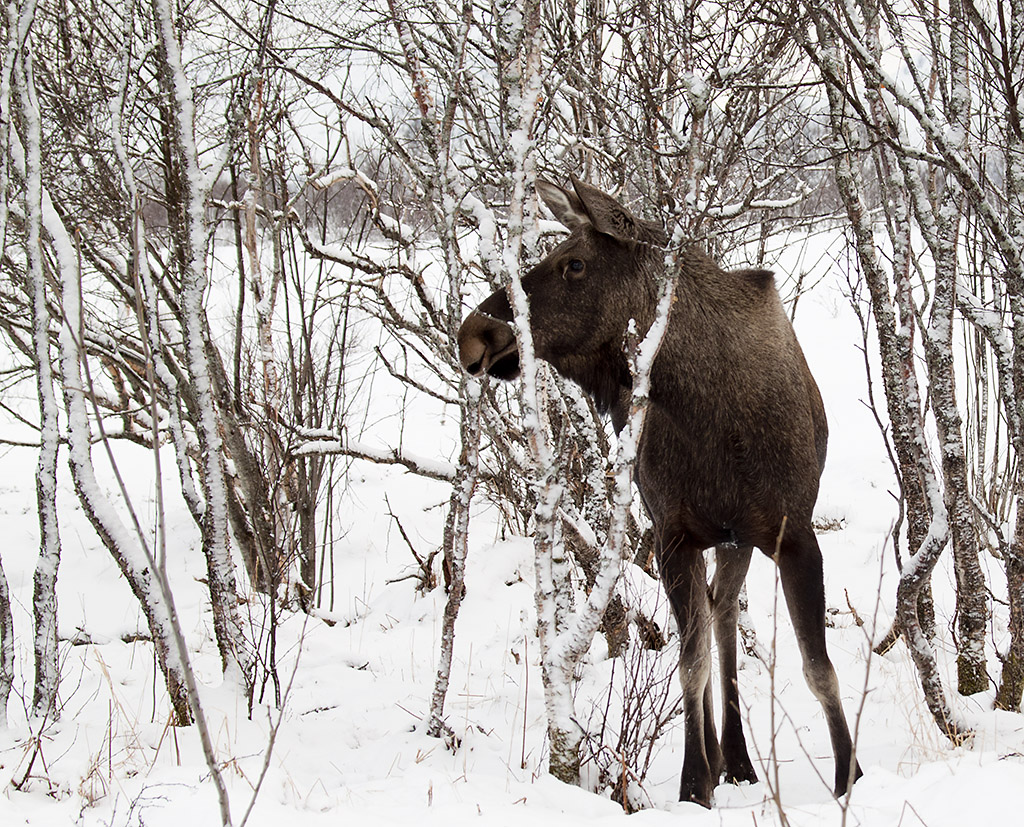
Nai sừng tấm ở Na Uy

Nai sừng tấm Á-Âu được Linnaeus mô tả vào năm 1758, sau đó vào năm 1821, John Edward Gray đặt lại pháp danh của chúng là Alces thay vì Cervus như trước đây. Tác giả Szerintük cũng khẳng định phân loài này với tên gọi Eurázsiai jávorszarvas tương phản với loài/phân loài nai sừng tấm Bắc Mỹ (Alces americanus) với tên gọi Amerikai jávorszarvas. Trong lịch sử, nai sừng tấm Á-Âu phân bố trải dài trên Lục địa Á-Âu, kéo dài từ các nước châu Âu sang đến tận nước Nga. Hiện nay, chúng là phân loài nai sừng tấm tồn tại ở Phần Lan, Thụy Điển, Na Uy, Estonia và Nga, chúng đã không còn hiện diện ở miền Trung Âu và Tây Âu, ngoại trừ Ba Lan, Litva và Belarus, với một số quần thể tại Cộng hòa Czech, Slovakia, và miền bắc Ukraina, nhưng cũng có thể tìm thấy chúng ở Bohemia kể từ những năm 1970 và một số nhỏ được tái du nhập lại ở Scotland, Vương quốc Anh, gần đây, người ta còn thấy một số cá thể lang thang ở miền Đông Nam nước Đức (phạm vi trước đây của chúng bao gồm Pháp, Thụy Sĩ, và Benelux). Quần thể loài này đang tăng trưởng và từng bước giành lại lãnh thổ trước đây của chúng. Hiện nay, chúng có khoảng 1,3 triệu con (trong đó ở bán đảo Scandinavi đã chiếm khoảng 700.000 con).
Tại châu Âu, nai sừng tấm Á-Âu hiện phân bố với số lượng lớn trên toàn Na Uy, Thụy Điển, Phần Lan, Ba Lan và các nước vùng Baltic, ngoài ra chúng còn phân bố với một số lượng nhỏ hơn ở phía Nam Cộng hòa Séc, Belarus và miền bắc Ukraina và một ít cá thể ở vùng Tây Bắc Mông Cổ. Chúng cũng đang lan tràn qua Nga và lang thang qua các khu vực biên giới với Phần Lan về phía nam đến biên giới với Estonia, Belarus và Ukraine và trải dài xa về phía đông đến tận nước Nga. Trong lịch sử, chúng từng phân bố ở khắp châu Âu, từ thời La Mã đã ghi chép lại được sự hiện diện của giống loài nai sừng tấm. Trong một quãng thời gian, con người đã săn bắt nai sừng tấm Á-Âu khiến chúng có nguy cơ tuyệt chủng. Loài nai sừng tấm được liệt kê trong Phụ lục III của Công ước Bern.
Về số lượng phân bố ở Châu Âu và Châu Á:
- Phần Lan: Vào mùa hè năm 2009, đã ghi nhận sự xuất hiện của quần thể  với 115.000 cá thể nai sừng tấm Á-Âu[9]
- Na Uy: Thống kê năm 2007 cho hay quốc gia này có khoảng 120.000 con nai sừng tấm[10] trong đó, vào năm 2015 ghi nhận 31.131 cá thể nai sừng tấm bị bắn hạ. Vào năm 1999 ghi nhận kỷ lục lên đến 39.422 cá thể nai đã bị bắn hạ[11]
- Estonia: Ghi nhận có 13.260 cá thể[12][13]
- Ba Lan: Ghi nhận có 2.800 cá thể[14]
- Cộng hòa Séc: tối đa 50 cá thể đã được ghi nhận[15]
- Tại Lithuania ghi nhận có 14.000 cá thể vào năm 2016[16]
- Nga: Trong năm 2007, một ghi nhận đã có khoảng 600.000 cá thể nai sừng tấm[17]
- Thụy Điển: Vào mùa hè, người ta ước tính có khoảng 300.000-400.000 cá thể nai sừng tấm, trong đó cứ vào thu thì có khoảng 100.000 con con nai sừng tấm sẽ bị bắn hạ[18][19] và hàng năm có khoảng 10.000 con bị chết chẹt trong các vụ tông xe tai nạn giao thông.[20]

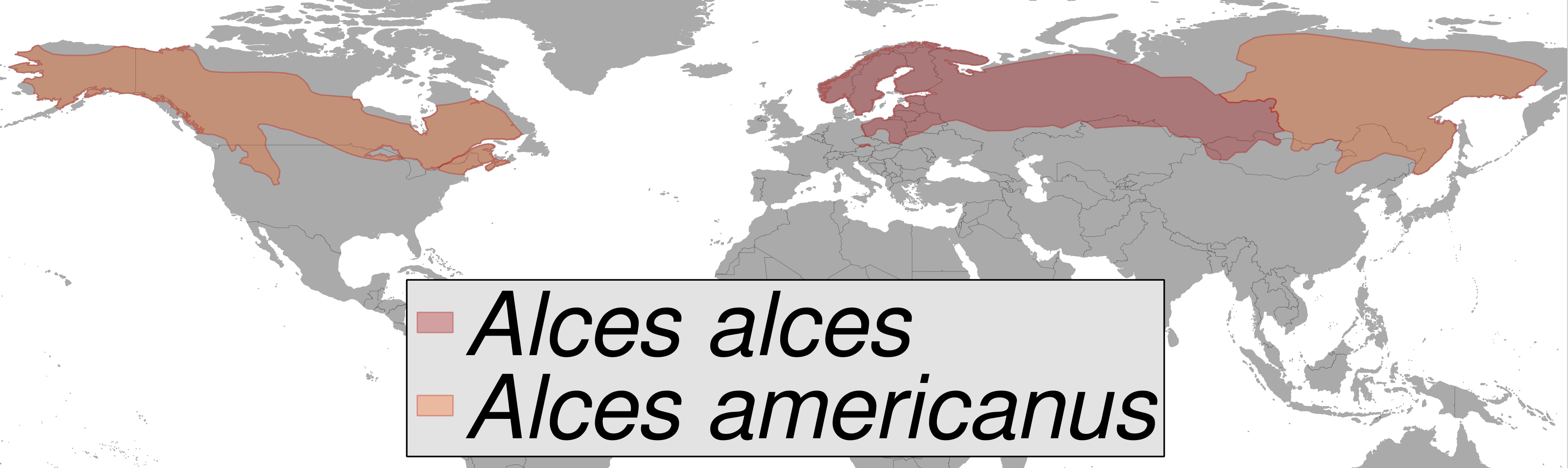
Bản đồ phân bố của phân loài nai sừng tấm Á Âu:
- Màu hồng xám: Là phạm vi phân bố của phân loài nai sừng tấm Á Âu gồm từ vùng Bắc Âu, một phần Đông Âu và (trước đây là toàn châu Âu) kéo dài đến phía Tây và trung nước Nga, phía tây bắc Mông Cổ
- Màu nâu nhạt: Là phạm vi phân bố của nhóm nai sừng tấm Bắc Mỹ, kéo dài từ phía đông Canada cho đến phía tây Alaska
- Màu nâu đậm: Là phạm vi phân bố của các nhóm thuộc phân loài nai sừng tấm vùng Viễn Đông

Những con nai sừng tấm ở châu Âu là có nguồn gốc từ vùng ôn đới với môi trường sống thích hợp trên lục địa và thậm chí Scotland từ cuối thời kỳ băng hà cuối cùng, khi châu Âu đã có một kết hợp của rừng phương bắc ôn đới và rừng rụng lá. Vượt qua những thời cổ điển, những loài đã chắc chắn phát triển mạnh trong cả vùng đất Gaul và Germania Magna, như nó xuất hiện trong quân đội và sử dụng làm trò săn bắn. Tuy nhiên, giống như như cảnh tượng thời La Mã bị xóa nhòa khi bước vào thời Trung cổ thì các con thú khôi vĩ này cũng từ từ biến mất ở một số nơi thuộc châu Âu ngay sau khi xuất hiện triều đại của Charlemagne, những nai sừng tấm Á-Âu biến mất ở nước Pháp, nơi mà phạm vi sinh sống của nó kéo dài từ Normandy ở phía bắc tới phía nam dãy núi Pyrenees.
Xa hơn về phía tây, những quần thể nai sừng tấm vẫn tồn tại ở Alsace và Hà Lan cho đến thế kỷ thứ IX từng là vùng đầm lầy ở sau này đã bị tiêu thoát nước và những khu rừng đã bị phá đi để dành làm những vùng đất của những địa chủ phong kiến ở trước đó trong thời kỳ phong hầu kiến ấp, lập điền địa của quý tộc châu Âu. Những cá thể cuối cùng của nai sừng tấm đã biến mất tại Thụy Sĩ vào năm 1000 sau công nguyên, quần thể còn lại bị dồn đến phía tây Cộng hòa Séc vào năm 1300 sau công nguyên, rồi dồn từ Mecklenburg ở Đức vào năm 1600, và quần thể nai sừng tấm đã bị xóa khỏi Hungary và Caucasus từ thế kỷ XVIII và XIX. Đến đầu thế kỷ XX, các những nơi cư ngụ cuối cùng giống loài nai sừng tấm ở châu Âu dường như chỉ là ở các nước vùng Scandinavia và những vùng xen kẻ sinh thái của Nga, với một vài cá thể di cư tìm thấy trong những vùng đất mà bây giờ là Estonia và Litva.
Các nước như Liên Xô và Ba Lan đã thực hiện các giải pháp quản lý để khôi phục lại các phần của phạm vi phân bố của nai sừng tấm bên trong lãnh thổ sinh sống của nó (ví dụ như sự trở lại của quần thể nai sừng tấm vào năm 1951 đã chứng kiến sự thành của công viên quốc gia Kampinos và sau năm 1958 thì được nhân rộng áp dụng ở Belarus). Những nỗ lực trong năm 1930 và một lần nữa vào năm 1967 ở vùng đầm lầy phía Bắc Berlin đã không thành công. Hiện tại ở Ba Lan, quần thể được ghi nhận trong các thung lũng sông Biebrza, Kampinos, và trong khu rừng Białowieża. Chúng đã di cư vào các bộ phận khác của Đông Âu và đã được phát hiện ở miền đông và miền nam nước Đức, đến nay trong các khu vực này thông qua phát tán tự nhiên từ các quần thể nai sừng tấm có nguồn gốc ở Ba Lan, Belarus, Ukraine, Cộng hòa Séc và Slovakia. Những quần thể nai sừng tấm thành công trong việc di cư về phía nam dãy Caucasus. Trong năm 2008, có hai con nai sừng tấm đã được tái du nhập lại vào cao nguyên Scotland trong Khu bảo tồn tự nhiên Alladale. Ở châu Á, các quần thể nai Đông Á lại phân bố một cách giới hạn, chủ yếu là để các lãnh thổ của Liên bang Nga. Năm 1900, một nỗ lực để du nhập nai sừng tấm Á-Âu vào khu vực Hokitika của Tân Tây Lan đã thất bại.

## Tên gọi

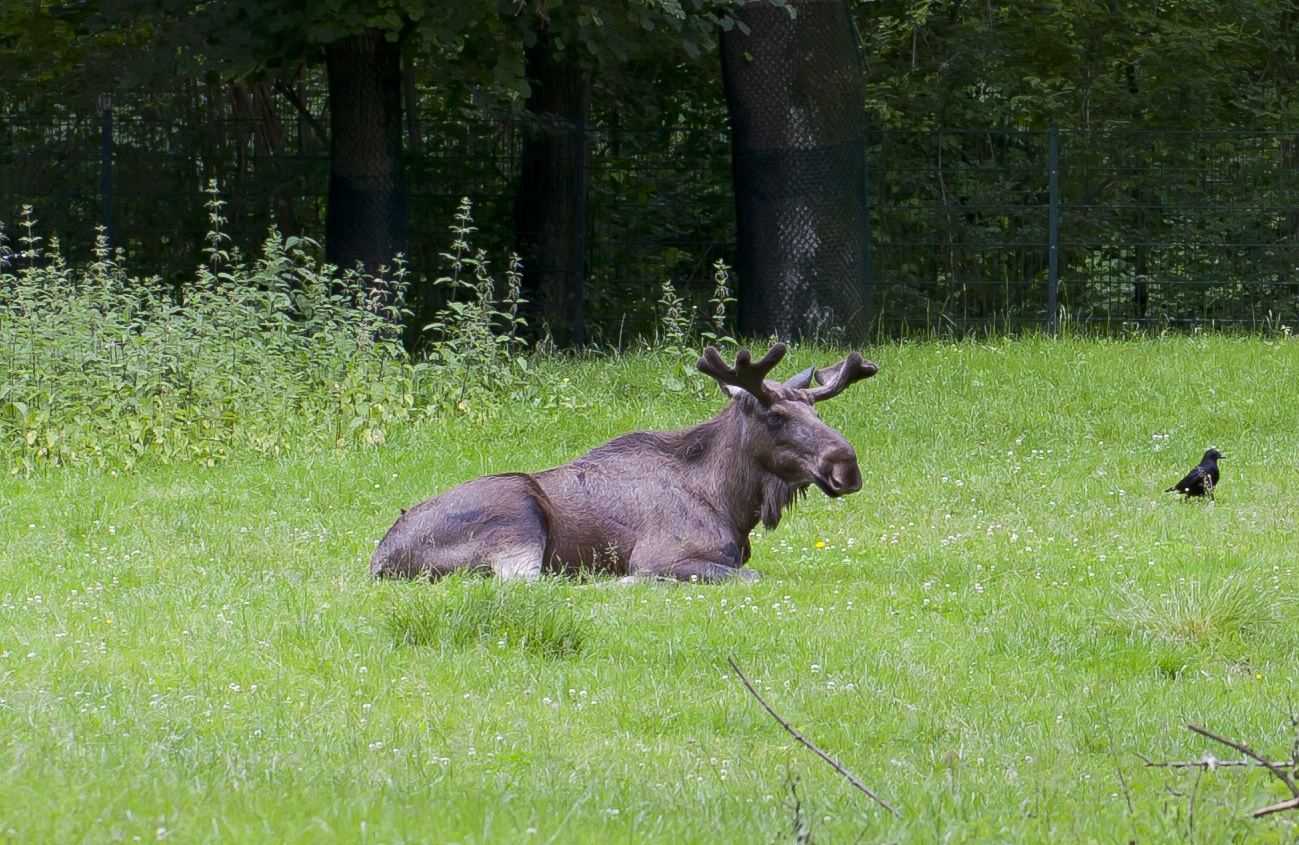
Một con nai sừng tấm Á Âu tại vườn thú ở Đức

Tên gọi của nai sừng tấm Á Âu được kết hợp bởi hai thành tố là nai sừng tấm và vùng Á-Âu, con vật này to lớn và luôn được gọi là "nai" (elk) trong tiếng Anh. Một con nai sừng tấm đực trưởng thành được gọi là một con bò mộng/bò đực (bull), một con nai sừng tấm Á-Âu cái trưởng thành là một con bò cái và một con nai sừng tấm chưa trưởng thành, chưa thuần thục sinh dục gọi là một con bê (calf). Từ "nai" trong tiếng Anh có nguồn gốc từ ngôn ngữ Proto-Germanic nơi mà từ đó tiếng Anh phát triển lên. Từ "nai" cũng có cùng nguồn gốc của ngôn ngữ Ấn-Âu khác, ví dụ Elg ở Đan Mạch/Na Uy, từ Alg ở Thụy Điển; Elch ở Đức; và từ Los tại Ba Lan (Alce với tên Latin hoặc alcēs với tiếng Hy Lạp ἅλκη, Alke có lẽ là từ vay mượn từ tiếng Đức).
Trong các ngôn ngữ châu Âu lục địa, các hình thức của từ "nai" gần như luôn ảnh hưởng và dẫn chiếu từ alces Alces. Từ "nai" đầu tiên bước vào tiếng Anh vào khoẳng năm 1606 và được vay mượn từ các ngôn ngữ Algonquian, và có thể ảnh hưởng từ nhiều ngôn ngữ hai bên giao thoa lẫn nhau. Nai sừng tấm đã bị tuyệt chủng ở Anh trong thời đại đồ đồng, rất lâu trước khám phá của người châu Âu ở Mỹ. Những bộ xương sớm nhất được tìm thấy ở Scotland và là khoảng 3900 năm tuổi, những con nai sừng tấm đã bị tuyệt diệt tại hòn đảo này từ trước năm 900 sau Công nguyên..Từ "nai sừng tấm" vẫn còn trong sử dụng do sự tồn tại của nó ở lục địa châu Âu, nhưng không có bất kỳ động vật sống xung quanh để phục vụ như là một tài liệu tham khảo, ý nghĩa đã trở nên khá mơ hồ cho hầu hết các từ cổ của Anh, người sử dụng "nai" để chỉ "con nai lớn" nói chung. Từ điển của thế kỷ 18 chỉ đơn giản mô tả "nai" như một con nai đó là "to như một con ngựa".

## Đặc điểm
Nai sừng tấm Á-Âu là loài hươu nai lớn nhất ở châu Âu, chúng cao trên 2 mét, sinh tồn bằng việc tìm kiếm và gặm cỏ trên những bãi cỏ mỏng dưới lớp tuyết, đồng thời, chúng cũng ăn lá lông và những mầm cây có chất dinh dưỡng khác. Sống trong môi trường tuyết dày bao phủ khiến việc chạy nhảy của chúng vô cùng khó khăn và chúng đã thích ứng với đặc điểm tự nhiên bằng những cặp chân leo kheo.

### Tầm vóc
Tính trung bình, một con nai sừng tấm trưởng thành khi đứng tính đến bờ vai thì có chiều cao 1,4–2,1 m (4,6–6,9 ft), trội hơn hẳn loài hươu lớn thứ nhì là loài hươu sừng lớn/nai sừng xám (Cervus canadensis). Con đực thường có cân nặng từ 380 đến 700 kg (838 đến 1.543 lb), còn con cái thường  nặng 200 đến 490 kg (441 đến 1.080 lb), phụ thuộc vào chủng loài hoặc dị biệt đồng loại cũng như tuổi tác của cá thể hay do điều kiện dinh dưỡng. Chiều dài từ đầu đến hết thân đạt 2,4–3,1 m (7,9–10,2 ft), tính luôn cả đuôi thì thêm 5–12 cm (2,0–4,7 in) nữa.
Dù lớn nhất trong số tất cả chủng loài là phân loài ở Alaska (A. a. gigas) với chiều cao đến bờ vai khi đứng đã vượt 2,1 m (6,9 ft), chúng có một khoảng gạc dài 1,8 m (5,9 ft) và trung bình nặng 634,5 kg (1.399 lb) ở con đực và 478 kg (1.054 lb) ờ con cái. Thông thường, gạc hươu đực trưởng thành có chiều dài khoảng từ 1,2 đến 1,5 m (3,9 đến 4,9 ft). Kích thước xác nhận lớn nhất đối với loài này là một con nai đực bị bắn tại sông Yukon vào tháng 9 năm 1897 được đo đạc có cân nặng 820 kg (1.808 lb) và đo lường chiều cao đến vai đạt 2,33 m (7,6 ft). Đã có báo cáo trường hợp nai sừng tấm thậm chí lớn hơn, bao gồm cả một con nai đực được báo cáo cân năng đạt 1.180 kg (2.601 lb), nhưng không ai được chứng thực và một số có thể không đáng được tin cậy.

### Mõm

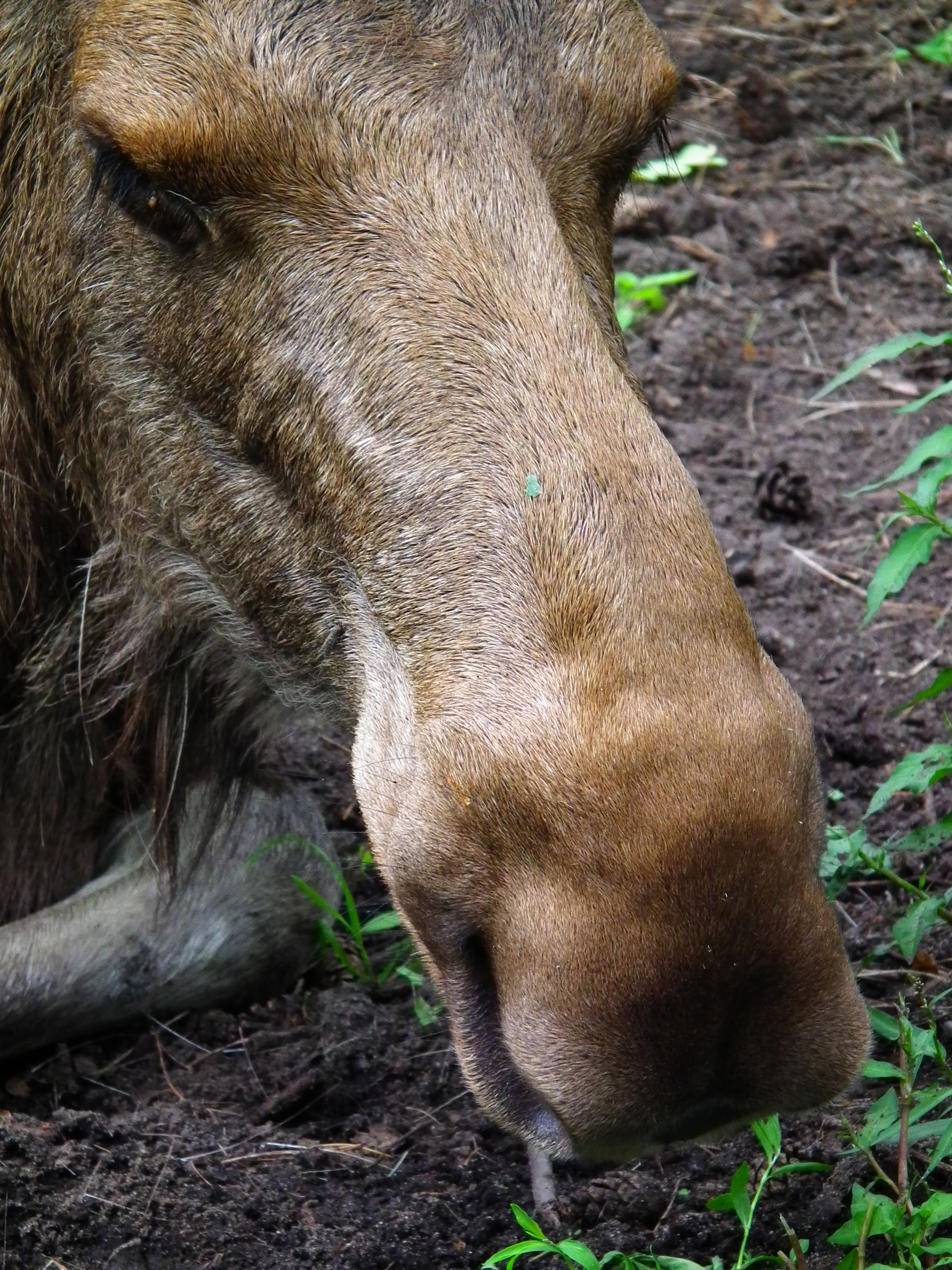
Cái mõm dài ngoằng của nai sừng tấm

Nai sừng tấm Á-Âu có một khuôn mặt đặc trưng với cái mõm dài ngoằng, nhưng chúng lại thiếu răng cửa ở hàm trên, nhưng bù lại thì chúng có tám cái răng cửa sắc nằm ở hàm dưới. Chúng cũng có một cái lưỡi khá dài, có đôi môi và nướu răng rất phù hợp cho việc gặm, tước, khới các loài thực vật thân gỗ. Nai sừng tấm Á-Âu có sáu cặp răng lớn, răng hàm phẳng, phía trước có sáu cặp răng trước hàm để nghiền thức ăn. Môi trên của một con nai sừng tấm rất nhạy cảm, để giúp phân biệt giữa những chồi tươi và cành cây khô, và môi là có khả năng vơ vét, nắm thức ăn. Vào mùa hè, nai sừng tấm có thể sử dụng cái môi có khả năng cầm này việc tước toàn bộ các nhánh lá chỉ trong một lần ăn, hay để kéo cây bồ công anh, hoặc thực vật thủy sinh lên khỏi các giá thể, rễ của chúng. Nai sừng tấm Á-Âu đã được biết đến có thể lặn dưới nước để với ăn được những nguồn thức ăn dưới đáy hồ, và với cái mõm phức tạp có thể giúp chúng làm được chuyện này. Nai sừng tấm Á-Âu có khả năng kiếm ăn dưới nước, như một sự thích nghi trong việc ăn uống của những con vật sống dưới nước, trong lỗ mũi chúng có các miếng đệm béo và cơ bắp mà có thể đóng lỗ mũi khi tiếp xúc với áp lực nước nhằm ngăn nước xâm nhập vào mũi gây sặc.

### Gạc sừng
Gạc của chúng được bao phủ bằng một lớp phủ lông mềm có tên gọi "nhung". Các mạch máu trong các chất dinh dưỡng vận chuyển lên nhung hươu để hỗ trợ tăng trưởng của cặp sừng. Nai sừng tấm Á-Âu đực có gạc như các thành viên khác của họ Hươu nai. Những con cái sẽ chọn bạn tình dựa trên kích thước của con nai đực và đặc biệt là kích thước của cặp sừng kỳ vĩ như một sự minh chứng mạnh mẽ cho sự nam tính và khả năng sinh sản của nai đực. Nai sừng tấm Á-Âu đực sử dụng những phần nhọn và cứng cáp của gạc để cạnh tranh và sẽ chống đỡ hoặc chống lại các đối thủ. Kích thước và tốc độ tăng trưởng của gạc ảnh hưởng do chế độ ăn uống và tuổi tác tương xứng việc phản ánh sức khỏe tổng quát của một con nai sừng tấm.

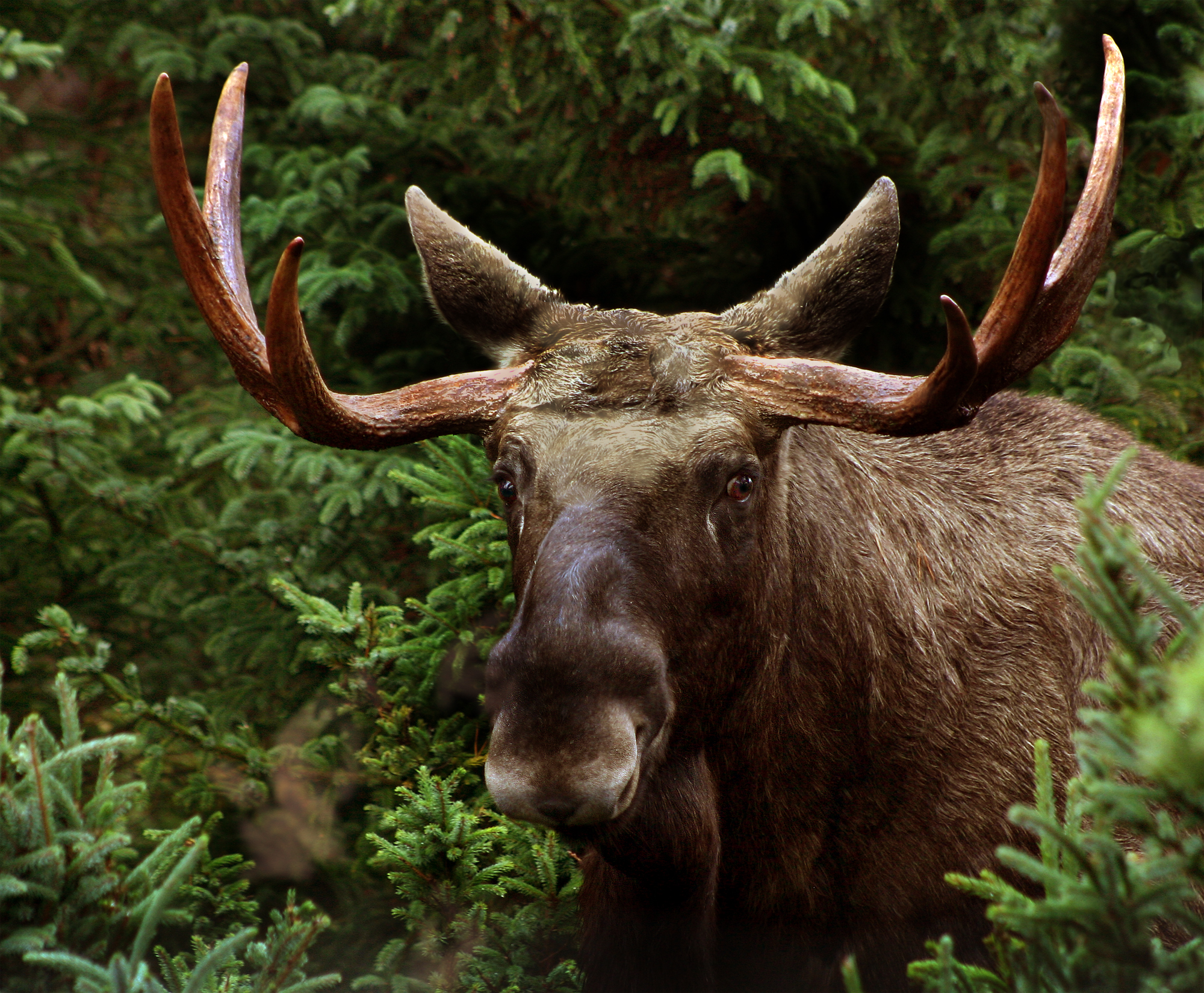
Cặp sừng của nai sừng tấm

Gạc của con nai đực phát triển như dầm trụ chiếu trên mỗi bên đầu vuông góc với đường giữa của hộp sọ, và sau đó rẽ ra làm ba. Cánh mặt dưới của ngã ba này có thể là đơn giản, hoặc chia thành hai hoặc ba nhánh, với một số nhánh phẳng. Gạc nai rất rộng và giống lòng bàn tay (phẳng) với nhiều điểm dọc theo rìa phía ngoài. Gạc của nai sừng tấm Á-Âu thường nhỏ hơn nai sừng tấm Alaska và có hai thùy trên mỗi bên, giống như một con bướm. Gạc nai Âu Á giống như một hình vỏ sò, với một thùy duy nhất trên mỗi bên, các bộ phận sau của ngã ba chính chia thành ba nhánh, không có làm phẳng riêng biệt. Tuy nhiên, một giống của nai sừng tấm Á-Âu thông thường ở Scandinavia thì hình thù chiếc gạc đơn giản hơn chứ không quá phức tạp.
Sau khi giao phối xong, mục đích cơ bản của phát triển gạc coi như đã xong, con đực sẽ vào mùa rụng gạc của chúng để dành năng lượng cho mùa đông, chúng sẽ rụng gạc để khỏi tốn dinh dưỡng nuôi những bộ gạc đồ sộ này. Một lớp mới của gạc sau đó sẽ mọc trở lại vào mùa xuân theo một chu kỳ đã định sẵn. Những cái sừng sẽ mất 3-5 tháng để phát triển đầy đủ, làm cho chúng là một trong những bộ phận cơ thể động vật phát triển nhanh nhất. Sự tăng trưởng nhung hươu được nuôi dưỡng từ một hệ thống mở với các mạch máu trong bọc da, trong đó có nhiều nang lông mà cung cấp cho nhung, điều này đòi hỏi một chế độ ăn uống đảm bảo hàm lượng dinh dưỡng cao. Đến tháng, cặp nhung được loại bỏ bằng cách cọ xát và thay đổi màu sắc của các nhánh gạc. Những con đực chưa trưởng thành có thể không rụng gạc của chúng vào mùa đông, nhưng giữ chúng cho đến mùa xuân năm sau. Nai sừng tấm Á-Âu sẽ ăn lại nhung rụng để lấy các chất dinh dưỡng.

## Sinh thái
Nai sừng tấm Á-Âu hoạt động chủ yếu vào ban ngày, chúng là động vật sống đơn độc, nhất là con đực. Mặc dù hiếm khi nai sừng tấm Á-Âu gia nhập thành một nhóm, có thể có một số gần gũi với nhau trong mùa giao phối. Việc giao phối sẽ diễn ra trong tháng Chín và tháng Mười. Những con là loài vật lăng nhăng (chế độ đa thê) và sẽ tìm những con nai cái để giao phối với. Trong thời gian này, cả hai giới sẽ mời gọi nhau bằng những tiếng kêu gợi tình. Con đực tạo âm thanh rên nặng nề có thể được nghe thấy từ hơn 500 mét, trong khi con cái giới phát ra âm thanh giống như tiếng than khóc. Những con đực sẽ chiến đấu cho con cái "chấm điểm", những con cái sẽ đánh giá là con nào lớn hơn thì những con nai nhỏ hơn sẽ tự biết mình mà lặng lẽ rút lui, hoặc chúng có thể tham gia vào các trận đánh bất phân thắng bại. Nai sừng tấm Á-Âu cái có một khoảng thời gian mang thai tám tháng, thường mang một con bê, hoặc sinh đôi nếu thời điểm này có nguồn thức ăn dồi dào.

### Chế độ ăn

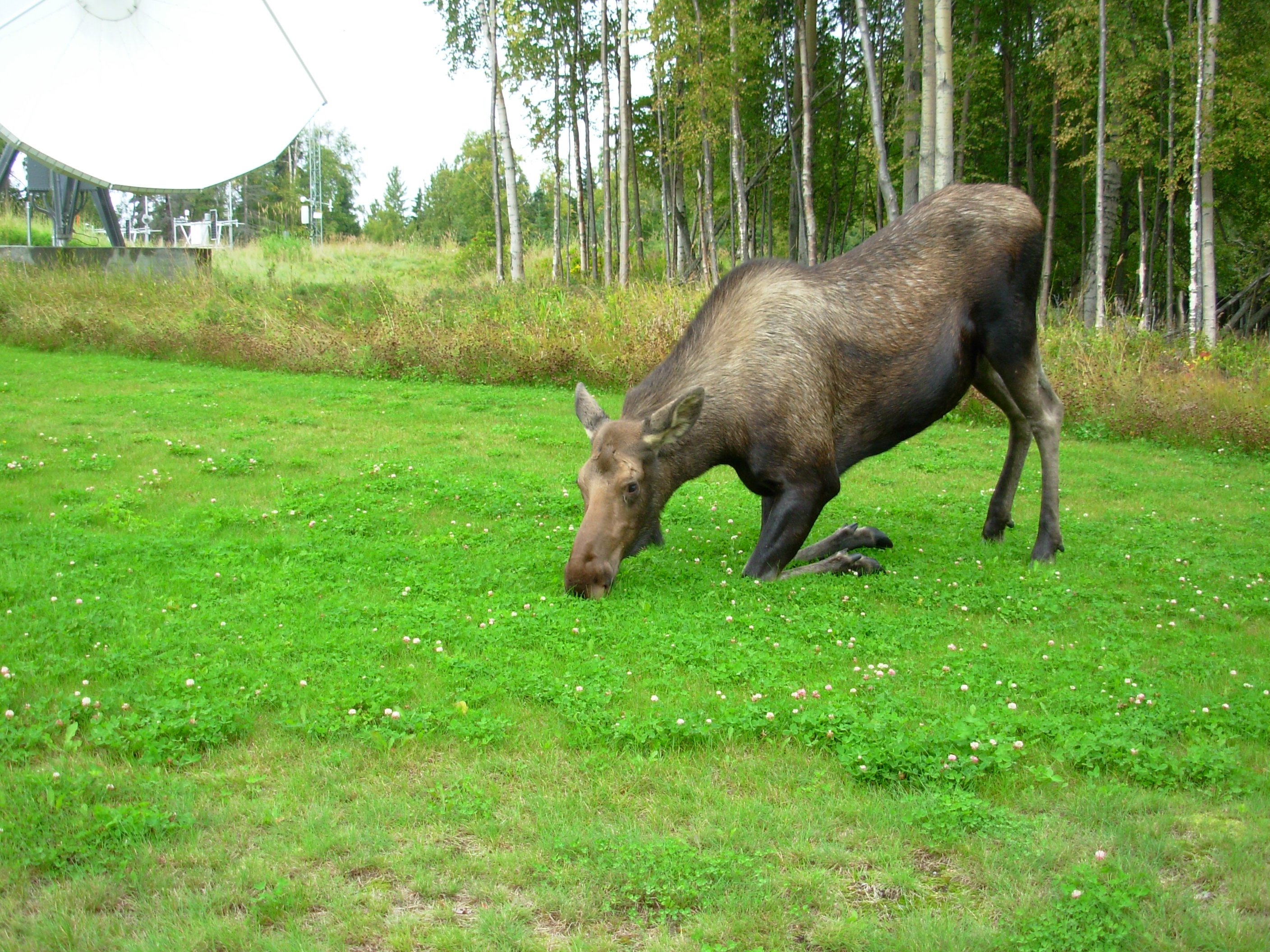
Một con nai sừng tấm Á Âu đang khụy xuống để gặm những bãi cỏ xanh non

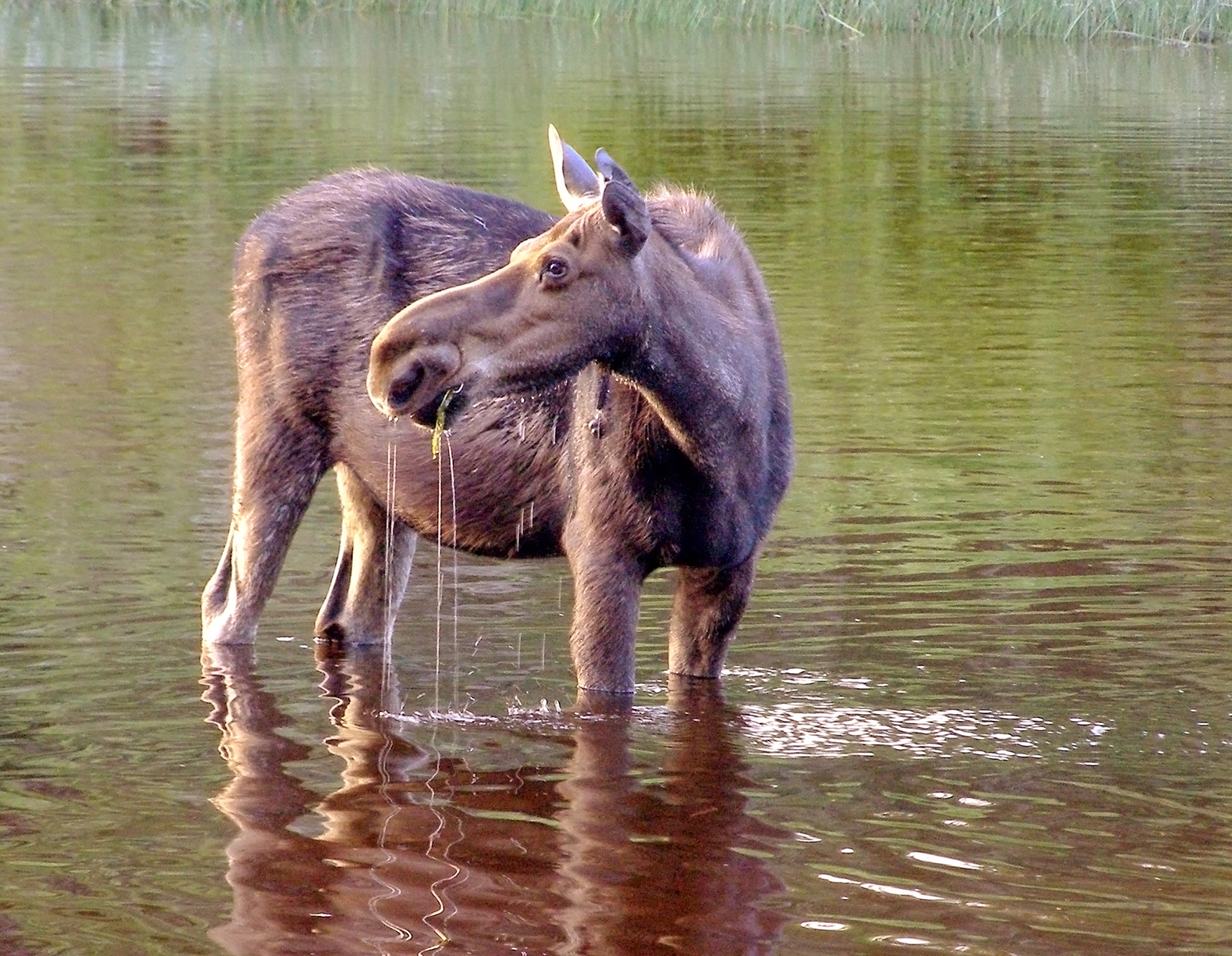
Một con nai sừng tấm đang tìm thức ăn là thực vật thủy sinh

Nai sừng tấm Á Âu là một động vật ăn cỏ và chúng có thể ăn được nhiều loại thực vật hoặc trái cây. Một con Nai sừng tấm Á-Âu đực trưởng thành trung bình cần phải ăn đến 9.770 kcal (40,9 MJ) mỗi ngày để duy trì trọng lượng cơ thể đồ sộ của nó. Phần lớn nguồn năng lượng của một con nai sừng tấm có nguồn gốc từ thực vật trên cạn, chủ yếu bao gồm các loại cây forbs và các loại cỏ cây khác, và măng tươi từ các loại cây như cây liễu và bạch dương. Những loài này cung cấp chất natri khá thấp do đó, nai sừng tấm thường cần phải ăn một lượng đáng kể các loài thực vật thủy sinh. Dù những loại thực vật thủy sinh cung cấp nguồn năng lượng ít hơn các loại thực vật trên cạn nhưng những loại thức ăn này lại cung cấp cho nai sừng tấm Á-Âu lượng natri mà chúng cần nên đã chiếm đến phân nửa phần ăn của chúng thường bao gồm các loại thực vật thủy sinh. Vào mùa đông, con nai sừng tấm thường chạy ra giữa lòng đường để liếm muối từ những lớp tuyết. Một con nai sừng tấm điển hình, có trọng lượng 360 kg (794 lb) có thể ăn đến 32 kg (71 lb) thức ăn mỗi ngày.
Chế độ ăn uống của một con nai sừng tấm thường phụ thuộc vào vị trí của nó đang ở, nhưng chúng có vẻ thích nguồn năng lượng từ cây rụng lá có hàm lượng đường cao, chẳng hạn như bạch dương trắng, dương và phong sọc, trong số rất nhiều loài khác. Nhiều nguồn thực phẩm thủy sản bao gồm hoa loa kèn nên để với được những cành cây cao, một con nai sừng tấm có thể với uốn cong cây nhỏ xuống, sử dụng có khả năng cầm, nắm linh hoạt của đôi môi hoặc cơ thể của nó. Đối với cây lớn hơn một con nai sừng tấm có thể đứng lên và đi đứng thẳng trên hai chân sau có thể đạt được chiều dài cho tới 4,26 m (14,0 ft) hoặc cao hơn so với mặt đất. Nai sừng tấm Á-Âu là những tay bơi cự phách và chúng biết lội xuống nước để mò ăn thực vật thủy sinh, ngoài ra chúng còn sử dụng khả năng này để làm mát vào những ngày hè và thoát khỏi sự bu bám của những con ruồi đen nên những con nai sừng tấm Á-Âu hay nhào vào đầm lầy và bờ sông trong những tháng nóng như để cung cấp nguồn thực vật thích hợp để ăn và nước để làm ướt mình giữa những cái nóng oi bức.

### Gây hấn
Nai sừng tấm Á-Âu nhìn chung thường không hung dữ với con người, nhưng chúng có thể tấn công người nếu bị kích động hoặc sợ hãi đủ để tạo ra ngọn nguồn của cách hành xử với sự hung hăng. Xét về số liệu, chúng tấn công người nhiều hơn gấu hay sói cộng lại, nhưng thông thường thì chỉ ra kết quả không như vậy, khi bị quấy rối hay giật mình bởi những người hoặc trong sự hiện diện của một con chó, những con nai sừng có thể phản ứng một cách quyết liệt và thái quá. Ngoài ra, như với gấu hoặc bất kỳ động vật hoang dã, nai sừng tấm đã trở nên quen dần hay thân quen với con người với những hành vi thân thiện khi nhận thức ăn từ con người.
Trong mùa giao phối vào mùa thu, con nai sừng tấm đực có thể hung hăng với con người vì nồng độ hormone tăng cao dẫn đến sự hăng máu phát tiết và thất thường trong tính khí. Những con nai cái với con non sẽ có ý thức bảo vệ con cái của chúng và sẽ tấn công bât cứ ai đến quá gần con của chúng. Không giống như các loài động vật nguy hiểm khác, nai sừng tấm không có tập tính lãnh thổ, và không xem con người như thức ăn, và do đó nó sẽ thường không đuổi theo con người nếu chúng ta chỉ đơn giản là bỏ chạy. Giống như bất kỳ động vật hoang dã nào, tính khí của nai sừng tấm Á Âu là không thể đoán định trước nên ta phải tôn trọng và giữ khoảng cách với chúng. Chúng nhiều khả năng sẽ tấn công nếu cảm thấy khó chịu, quấy nhiễu, hoặc nếu "không gian cá thể" của chúng đã bị xâm phạm. Một con nai sừng tấm đã bị sách nhiễu có thể trút sự tức giận của mình vào bất cứ ai chúng thấy trong khu vực lân cận, và chúng thường không thể phân biệt giữa những kẻ hành hạ trêu chọc chúng và người vô can, người qua đường mà sẽ tấn công tất cả. 

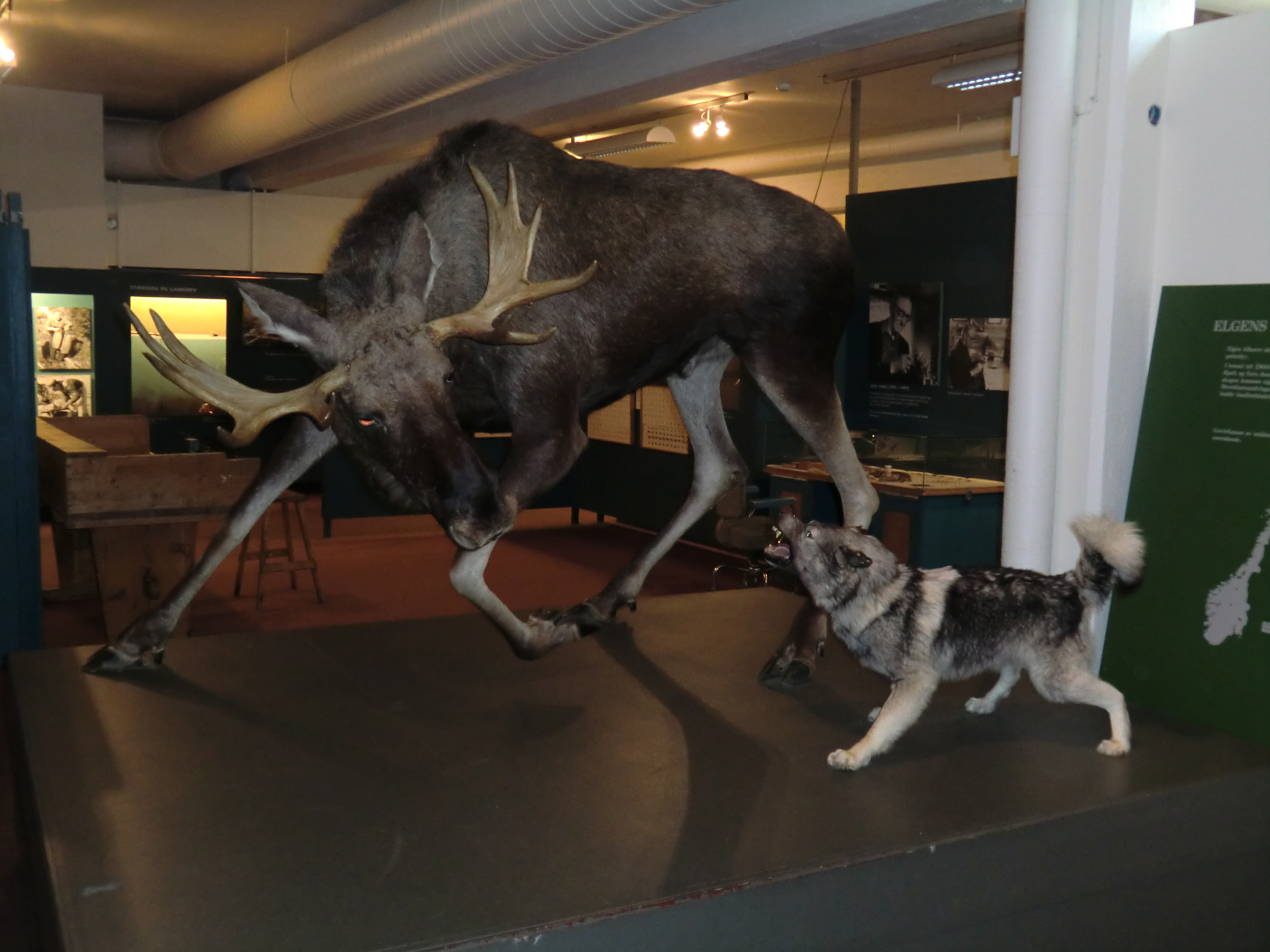
Mô phỏng cảnh một con nai sừng tấm đang đối chọi với một con chó săn

Nai sừng tấm Á-Âu là loài động vật rất dẻo dai với các khớp nối linh hoạt cao và những hoắt móng guốc nhọn, và có khả năng đá từ cả hai phía trước và chân sau. Không giống động vật có vú có móng guốc lớn khác, như ngựa chỉ có thể đá một hướng về phía sau (đá hậu), cặp giò của nai sừng tấm có thể đá ở mọi hướng kể cả sang một bên. Vì vậy, không có phía nào là an toàn mà từ đó để tiếp cận chúng. Tuy nhiên, nai thường có các dấu hiệu cảnh báo trước khi tấn công, sự biểu thị tính gây hấn của chúng bằng phương tiện của ngôn ngữ cơ thể. Việc chúng nhìn chằm chằm không rời mắt thường là dấu hiệu đầu tiên của sự gây hấn, trong khi tai thỏng xuống hoặc khi cái đầu hạ xuống là một dấu hiệu rõ ràng của sự kích động.
Nếu ta quan sát thấy các sợi lông trên gáy (bờm) của con nai sừng tấm và vai dựng đứng lên thì đó chính là dấu hiệu của một cơn thịnh nộ là điều thường sắp xảy ra. Trung tâm khách lữ hành Anchorage đã có cảnh báo khách du lịch rằng một con nai sừng tấm với lông mao của nó dựng lên là một điều nên lo sợ và phải hết sức cẩn thận. Nai sừng tấm cũng thường thấy gây hấn với động vật khác, đặc biệt là động vật ăn thịt đây là một cơ chế phòng vệ của động vật bằng cách chủ động gây hấn để xua đuổi mối nguy hại. Nai sừng tấm Á-Âu đã được biết đến việc dám dậm vào lũ sói tấn công làm chúng cả kinh, nên những con sói không ngoan ít khi xem chúng là con mồi thường xuyên. Nai sừng tấm Á-Âu là hoàn toàn có khả năng giết chết một con gấu và chó sói. Nai sừng tấm ở châu Âu thường hăng hái hơn so nai sừng tấm Bắc Mỹ, như con nai ở Thụy Điển, mà thường trở nên rất kích động khi nhìn thấy một động vật ăn thịt.

## Thiên địch
Một con nai sừng tấm Á Âu hoàn toàn trưởng thành chỉ có vài kẻ thù không đáng kể, ngoại trừ hổ Siberia (Panthera tigris altaica) đây là kẻ mà thường xuyên săn nhưng con nai sừng tấm Á-Âu trưởng thành ở những vùng rừng ở nước Nga nơi mà những con nai sừng tấm Á Âu cư ngụ chồng lấn lên lãnh thổ của những con hổ. Nhưng một bầy sói xám (Canis lupus) vẫn có thể tạo ra một mối đe dọa, đặc biệt là để con cái với việc cắn vào bắp chân gây chảy máu. Gấu nâu (Ursus arctos) cũng được biết là  sẽsăn mồi con nai sừng tấm có kích thước khác nhau và là những kẻ săn mồi duy nhất ngoài con sói đã tấn công Nai sừng tấm Á-Âu cả tại vùng Âu Á và Bắc Mỹ. Tuy nhiên, gấu nâu có nhiều khả năng sẽ chiếm một cái xác đã bị giết do chó sói hay bắt nai sừng tấm Á-Âu trẻ hơn là mạo hiểm để săn một nai sừng tấm lớn. Chồn sói (Gulo gulo) có nhiều khả năng ăn xác những con nai như thối rữa nhưng có nai sừng tấm Á-Âu thiệt mạng do chồn kể cả con lớn khi các động vật móng guốc lớn đang suy yếu do điều kiện mùa đông khắc nghiệt. 

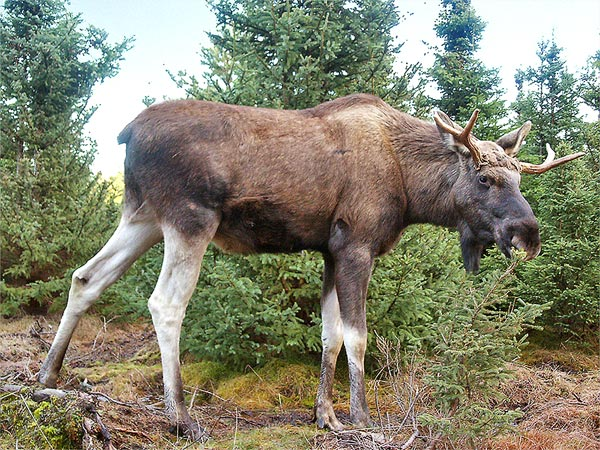
Nai sừng tấm

Nhìn chung, thiên địch chủ yếu và thường xuyên của nai sừng tấm Á Âu chính là chó sói, chó sói là tác nhân kiểm soát số lượng của nai sừng tấm. Mặc dù trước những con nai sừng tấm to lớn nhưng những con sói đều có thể kiên nhẫn để tìm những điểm yếu của chúng, cuối cùng là bắt được những con mồi cần thiết. Nếu ở những vùng sinh thái không có sói, đàn nai không có sự uy hiếp nào nên sẽ nhanh chóng phát triển mạnh mẽ và chẳng mấy chốc sẽ ăn sạch cỏ trên thảo nguyên và không có thức ăn thì đàn nai, cũng sẽ nhanh chóng bị diệt vong. Trong thập niên 80 của thế kỷ XX, ở cánh rừng rậm Phần Lan nằm giữa biên giới của Thụy Điển và Na Uy có sự xuất hiện của nhũng con chó sói nơi xa rời lãnh địa truyền thống của chúng.
Ở Thụy Điển, trong mấy chục năm trở lại, việc thay đổi chủ yếu của rừng bảo hộ không chỉ làm tăng thêm nhiều rừng mới mà con cung cấp nhiều thức ăn cho loài nai sừng tấm, song cũng giống như nhiều sự việc trong quá khứ, việc con người kiểm soát môi trường đồng thời cũng phát sinh thêm nhiều vấn đề mới. Không lâu sau đó, số lượng nai sừng tấm tăng trưởng đến mức đáng lo lắng, chúng ăn quá nhiều cây cỏ dẫn đến cân bằng sinh thái đã bị phá hỏng, thức ăn cạn kiệt dần, rừng rậm có nguy cơ bị phá hỏng. Lúc này con người phát hiện ra sói trong khu rừng rậm, là việc đáng mừng vì chúng có thể giúp con người giải quyết vấn đề cân bằng sinh thái.
Ở một số vùng, nai là nguồn thức ăn chính cho sói xám. Nai sừng tấm thường bỏ chạy khi phát hiện con sói. Những con sói thường chạy theo con nai sừng tấm ở khoảng cách 100-400 mét (330 ft 1310), đôi khi ở khoảng cách 2–3 km (1,2-1,9 mi). Các cuộc tấn công từ chó sói vào nai sừng tấm con có thể kéo dài, mặc dù đôi khi chúng có thể thoái lui trong nhiều ngày trước những con trưởng thành. Đôi khi, con sói sẽ đuổi theo con nai sừng tấm vào suối cạn hoặc trên các con sông đóng băng, nơi chuyển động của chúng bị cản trở rất nhiều. Nai sừng tấm khi sẽ giữ vững vị trí của mình và tự bảo vệ mình bằng cách xua những con sói hay mắng mỏ chúng với móng guốc mạnh mẽ của chúng. Những con sói thường giết con nai sừng tấm bằng các xé rách ở vùng hông và đáy chậu, gây mất máu xối xả. Thỉnh thoảng, một con sói có thể làm tê liệt một con nai sừng tấm bằng cách cắn mạnh vào cái mũi nhạy cảm của nó, nỗi đau từ cú cắn mãnh liệt đến mức có thể làm tê liệt tạm thời toàn thân một con nai sừng tấm.
Những con sói chủ yếu nhắm mục tiêu chủ yếu là những con bê và con nai đã già yếu, nhưng có thể và sẽ là con nai sừng tấm lớn khỏe mạnh khi bầy sói đủ lực lượng và có cơ hội thuận lợi. Nai sừng tấm Á-Âu trong độ tuổi từ hai đến tám tuổi hiếm khi bị những con sói bắt giết bởi đây là giai đoạn mà chúng đang sung sức. Mặc dù con nai sừng tấm thường được cả bầy sói săn lùng nhưng cũng có những trường hợp mà chỉ có con sói đơn độc đã giết chết thành công một con nai trưởng thành khỏe mạnh. Nghiên cứu cho thấy rằng việc ăn thịt con nai sừng tấm phản ứng của chúng với các mối đe dọa nhận được chứ không phải là bản năng. Trên thực tế điều này có nghĩa nai sừng tấm Á-Âu dễ bị tổn thương hơn ở những nơi chó sói hay quần thể gấu đã bị tiêu hao trong quá khứ nhưng bây giờ đang hồi phục. Những nghiên cứu tương tự cho thấy chúng thích ứng một cách nhanh chóng, chúng sẽ chạy trốn khỏi một khu vực nếu chúng nghe thấy hay ngửi thấy chó sói, gấu, hoặc các loài chim ăn xác thối như con quạ. Nai sừng tấm Á-Âu cũng là vật chủ của các bệnh khác nhau và nhiều dạng ký sinh. Tại Bắc Âu, những con nai sừng tấm bị ruồi trâu quấy nhiễu, đây là một loại ký sinh trùng có phạm vi phân bố dường như được lan rộng hơn.

## Với con người

### Lịch sử

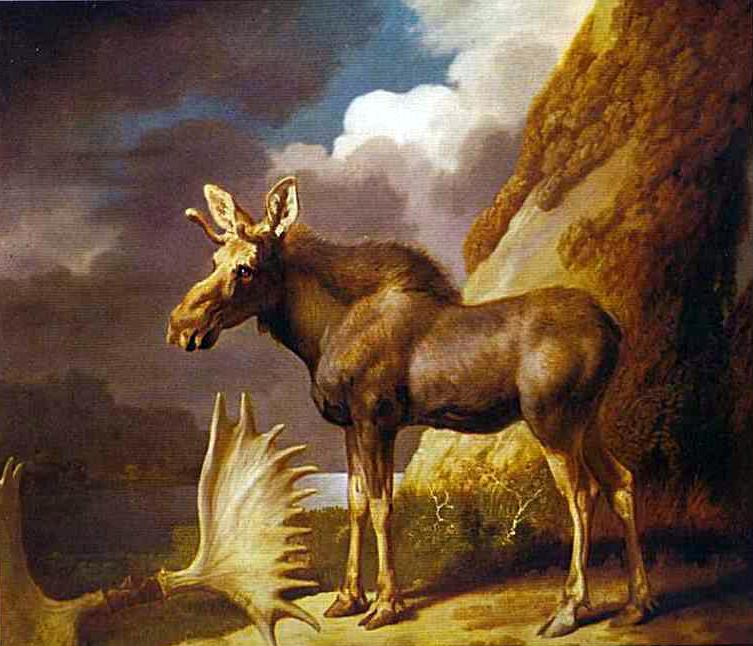
Họa phẩm về một con nai sừng tấm Á-Âu

Những bức vẽ bằng đá ở châu Âu và những bức tranh trong hang động cho thấy con nai sừng tấm đã bị con người săn đuổi từ thời kỳ đồ đá. Những cuộc khai quật ở Alby, Thụy Điển, tiếp giáp với Stora Alvaret đã thu được các manh mối là những gạc nai trong túp lều bằng gỗ từ 6000 TCN điều này chỉ ra rằng đây sự việc săn bắt nai sớm nhất ở Bắc Âu. Ở phía Bắc Scandinavia ta vẫn có thể tìm thấy dấu tích của các hố bẫy dùng để săn nai. Những hố, mà có thể được rộng lên đến 4×7 m và sâu đến 2m, có thể đã được ngụy trang với cành và lá. Chúng sẽ có mặt dốc được lót bằng ván, làm cho nó không thể cho con nai để thoát khỏi một khi nó bị rơi vào đó. Các hố kiểu này thường được tìm thấy ở những chỗ băng qua những con đường thông thường của con nai sừng tấm và kéo dài trên vài km.
Phần còn lại của hàng rào bằng gỗ được thiết kế để hướng các con vật về phía hố (vẻ đường cho hươu chạy) đã được tìm thấy trong các đầm lầy và than bùn. Tại Na Uy, một ví dụ của các thiết bị bẫy bắt này đã được tìm thấy khoảng 3.700 trước Công nguyên. Bẫy nai sừng tấm trong hầm lò là một phương pháp cực kỳ hiệu quả trong săn bắn, và vào đầu thế kỷ XVI, chính phủ Na Uy đã cố gắng để hạn chế việc sử dụng chúng. Tuy nhiên, phương pháp này đã được sử dụng cho đến thế kỷ thứ XIX. Các mô tả ghi chép sớm nhất của con nai sừng tấm là trong tác phẩm Commentarii de Bello Gallico Julius Caesar. Trong cuốn sách thứ 8, chương 16 của Pliny già trong tác phẩm Lịch sử tự nhiên từ năm 77 Trước Công nguyên thì nai và một động vật được gọi achlis, mà có lẽ là động vật giống nhau cũng đã được mô tả.

Trên huy hiệu Hirvensalmi
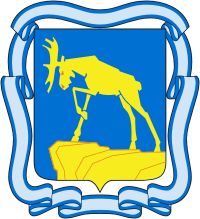
Miass arması (Çelyabinsk Oblastı)
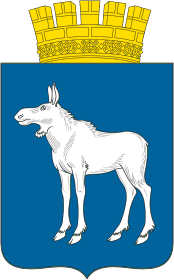
Yoşkar-Ola arması (Mari El Cumhuriyeti)
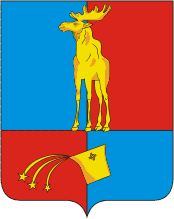
Monçegorsk arması (Murmansk Oblastı)
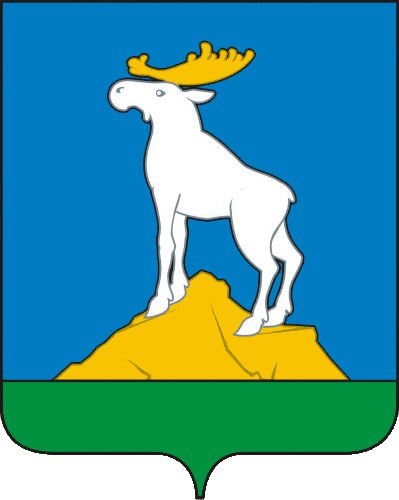
Nijniye Sergi arması (Sverdlovsk Oblastı)

### Thịt nai

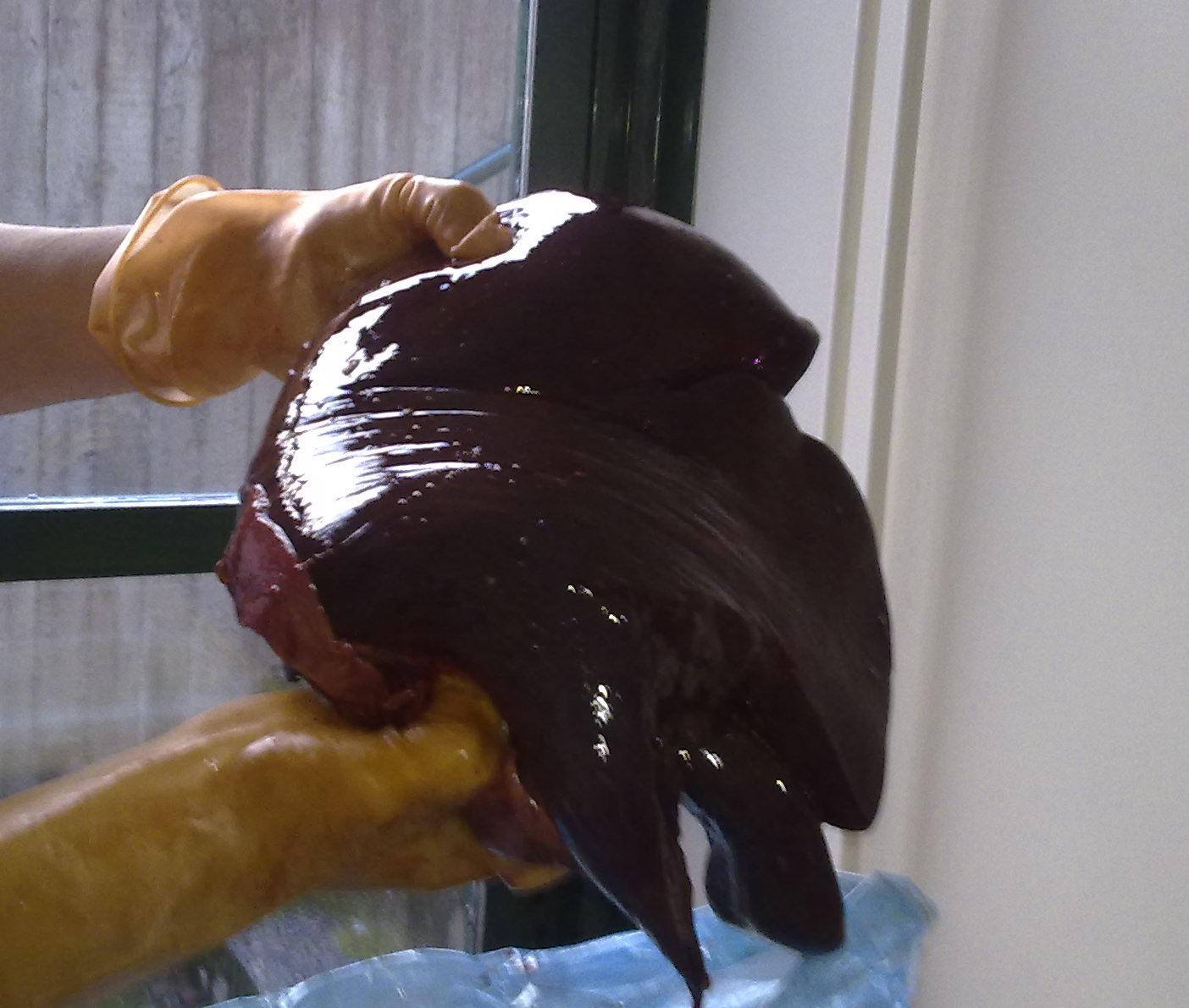
Một bộ gan của nai sừng tấm Á Âu

Nai sừng tấm Á-Âu đã bị săn bắt như một loài thú săn ở rất nhiều các quốc gia nơi chúng sinh sống. Thị hiếu tiêu dùng thịt nai sừng tấm đã được Henry David Thoreau viết lại trong tác phẩm "The Maine Woods", theo đó, ông này mô tả thịt nai sừng tấm giống như thịt bò mềm, với hương vị phần nhiều là đôi khi giống như thịt bê. Trong khi thịt chúng có hàm lượng protein tương tự như của các loại thịt đỏ khác tương đương (ví dụ như thịt bò, thịt hươu và nai sừng xám) nhưng lại có hàm lượng chất béo thấp và các chất béo đó là hiện nay bao gồm một tỷ lệ cao hơn các chất béo không bão hòa đa dạng chứ không phải là chất béo bão hòa.
Mức độ chất catmi cao ở gan nai sừng tấm ở Phần Lan và thận, với kết quả là việc ăn của những bộ phận từ nai sừng tấm hơn một tuổi đã bị cấm ở Phần Lan. Lượng Cadmium đã được tìm thấy sẽ được nâng lên trong số tất cả người tiêu dùng thịt nai sừng tấm, mặc dù thịt nai sừng tấm đã được biết đến là đóng góp một chút với lượng cadmium hàng ngày. Tuy nhiên việc ăn gan hoặc thận nai sừng tấm Á-Âu tăng đáng kể lượng cadmium, với việc nghiên cứu tiết lộ rằng người tiêu dùng ăn nội tạng của nai sừng tấm Á-Âu có một biên độ an toàn tương đối hẹp dưới mức mà có lẽ sẽ gây ra các tác hại cho sức khỏe. Tiến sĩ Valerius Geist, người di cư sang Canada từ Liên Xô, đã viết vào năm 1999 cuốn sách của ông Nai sừng tấm Á-Âu: Hành vi, thái, bảo tồn: Ở Thụy Điển, không có thực đơn vào mùa thu là không có một món ăn nai sừng tấm Á-Âu như một món ăn thường nhật.

### Sữa nai
Sữa nai hay còn được gọi là sữa nai sừng tấm chỉ về món sữa tươi được vắt từ những con nai sừng tấm. Mặc dù sữa nai là hay dùng cho những con nai con bú tuy nhiên việc sản xuất của sữa nai cũng đã được thương mại hóa ở Nga, Thụy Điển. Hàm lượng dinh dưỡng của sữa nai là tốt. Sữa có tỷ lệ bơ cao (10%) và các chất rắn (21,5%). Tuy nhiên, so với sữa bò, sữa nai vẫn có mức cao hơn nhiều của nhôm, sắt, selen và kẽm. Sữa nai là mặt hàng thương mại trong chăn nuôi ở Nga, có những cơ sở thậm chí phục vụ sữa nai cho cư dân với niềm tin rằng nó giúp họ khỏi bệnh hoặc điều trị bệnh mãn tính hiệu quả hơn. Một số nhà nghiên cứu Nga đã khuyến cáo rằng sữa nai sừng tấm Á Âu có thể được sử dụng cho công tác phòng chống bệnh loét dạ dày ở trẻ em do cơ chế hoạt động lysozyme khi uống sữa. 

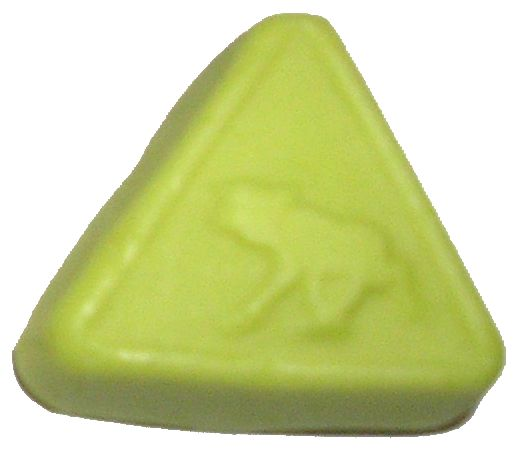
Một sản phẩm sữa nai sừng tấm cô đặc ở Thụy Điển

Theo số liệu được thu thập trên những con nai sừng tấm Á Âu tại Nga và những nghiên cứu vào sữa nai tại Mỹ đang trong tình trạng kém phát triển hơn ở Nga, nhưng dường như chỉ ra rằng những con nai sừng tấm Mỹ có nồng độ cao hơn của các chất rắn trong sữa của chúng vào giữa tháng Sáu và tháng Tám nơi có điều kiện vào một nguồn cung cấp tốt về thức ăn cho gia súc, chất dinh dưỡng và chất béo với nồng độ chất lượng cao trong sữa thường gia tăng trong thời gian hai mươi lăm ngày kể từ ngày đầu tiên của chu kỳ, đây được coi là thời kỳ cao điểm, chất dinh dưỡng, chất béo và hàm lượng nguyên tố khoáng giảm đối với phần còn lại của thời kỳ cho con bú.
Các Căn nhà nhà nai (Elk House hay Älgens Hus) thuộc trang trại ở Bjurholm, Thụy Điển, được điều hành bởi Christer và Ulla Johansson được cho là chỉ là nơi duy nhất sản xuất pho mát nai sừng tấm của thế giới. Nó có ba con nai sừng tấm cho sữa, có sữa sản lượng khoảng 300 kg pho mát mỗi năm, các pho mát được bán với giá khoảng 1.000 USD cho mỗi kg (khoảng US $ 455 cho mỗi pound) . Ba loại pho mát được sản xuất gồm một kiểu bọc vỏ một loại màu xanh và một phong cách feta. Các món pho mát được phục vụ tại nhà hàng Älgens Hus ở Thuỵ Điển. Một băn khoăn sữa nai bò khô lên, do đó, nó có thể mất đến 2 giờ vắt sữa trong im lặng để có được năng suất 2 lít đủ. Nhà nghiên cứu Nga Alexander Minaev đã còn trước đó đã cố gắng để làm pho mát nai sừng tấm, nhưng ông nói rằng, do hàm lượng protein cao của sữa, pho mát càng trở nên khô quá nhanh.

### Đụng xe
Tai nạn giao thông trên đường do va chạm với những con nai sừng tấm cũng là một vấn đề. Cấu trúc cơ thể của một con nai sừng tấm, với một cơ thể to lớn nặng nề kệnh cạng chồng lên trên đôi chân dài khẳng khiu khiến cho loài vật này đặc biệt nguy hiểm khi bị xe chở khách tông vào. Nói chung, khi va chạm với một con nai sừng tấm ở tốc độ cao, bộ phận cản trước và phía lưới tản nhiệt của chiếc xe ngay lập tức sẽ làm gãy chân của nai sừng tấm, khiến cơ thể của con nai bị bật nhào theo kiểu tổng bê và lao xuống mui xe của chiếc xe và gây áp lực lên phần lớn trọng lượng của con vật vào kính chắn gió, nghiền nát tấm kính phía trước cũng như bất cứ ai ở ghế trước. Các hàng rào kiểu Thụy Điển thường đặt trên đường chúng di chuyển để giảm tử vong nai sừng tấm Á-Âu và có những thiết kế chuyên biệt cho xe ô tô. Ở Thụy Điển và các tỉnh của Canada British Columbia hàng năm vẫn ghi nhận tai nạn với nai sừng tấm, còn ở Thụy Điển thì những vụ việc này lên đến 150.000 vụ.
Va chạm của loại này là thường xuyên gây chết người, dây an toàn được cung cấp không đủ để bảo vệ, và các túi khí có thể không kích hoạt phồng ra hoặc được sử dụng nhiều. Mặc dù các phương tiện như xe tải thường không ảnh hưởng từ hiệu ứng này vì xe tải sẽ dễ dàng thổi bay một con nai sừng tấm lớn nhưng các ô tô cỡ nhỏ thì không thể, nhưng các lực tác động của bất kỳ tác động cỡ 270+ kg (600 + pound) vào đối tượng ở tốc độ cao không nên đánh giá thấp. Những rủi ro này đã dẫn đến sự phát triển của một thử nghiệm xe gọi là "thử nghiệm nai sừng tấm" (tiếng Thụy Điển: Älgtest, tiếng Đức: Elchtest). Dấu hiệu cảnh báo Nai sừng tấm Á-Âu được sử dụng trên các tuyến đường trong khu vực, nơi có một nguy cơ va chạm với động vật này. Các dấu hiệu cảnh báo hình tam giác phổ biến ở Thụy Điển, Na Uy và Phần Lan đã trở thành món quà lưu niệm đáng thèm muốn của khách du lịch đi du lịch ở các nước này, khiến các nhà chức trách đường quá nhiều chi phí mà các dấu hiệu con nai sừng tấm đã được thay thế bằng những dấu hiệu cảnh báo chung chung hình ảnh ít hơn trong một số khu vực. 

Một biển cảnh báo đụng xe với nai sừng tấm ở Na Uy

Vào tháng 1 năm 2008, tờ báo Na Uy là Aftenposten ước tính rằng một số lượng khoảng 13.000 con nai sừng tấm đã chết trong vụ va chạm với tàu hỏa Na Uy từ năm 2000. Các cơ quan nhà nước về cơ sở hạ tầng đường sắt (Jernbaneverket) có kế hoạch chi 80 triệu kroner Na Uy để kéo giảm tỷ lệ va chạm trong tương lai bằng cách làm hàng rào các đường sắt gần đường ray, và cung cấp nơi ăn thay thế cho các loài động vật khác dù rằng tất cả đường cao tốc mới có hàng rào để ngăn chặn nai sừng tấm Á-Âu lang thang vào những con đường, như từ lâu nó đã được thực hiện ở Phần Lan, Na Uy và Thụy Điển. Ở Thụy Điển, đường sẽ không có rào chắn, trừ khi nó kinh nghiệm ít nhất một tai nạn nai sừng tấm Á-Âu mỗi km mỗi năm Ở Đông Đức, nơi mà quần thể khan hiếm loài vật này lại được tăng dần, đã có hai vụ tai nạn liên quan đến đường nai sừng tấm Á-Âu từ năm 2000.

## Chăn nuôi
Nai sừng tấm Á-Âu đã được nhốt giữ như vật nuôi nhốt ở Khu bảo tồn thiên nhiên Pechora-Ilych vào tháng 12 năm 1952. Việc thuần hoá nai sừng tấm đã được thực hiện ở Liên Xô trước Thế chiến II. Những thí nghiệm trước là không thuyết phục cho việc xem nai như là một vật nuôi, nhưng với sự sáng tạo ra mô hình nuôi nai sừng tấm phi nông nghiệp tại Khu Bảo tồn Thiên nhiên Pechora-Ilych năm 1949 một chương trình nội địa nai sừng tấm Á-Âu có quy mô nhỏ đã được bắt đầu, liên quan đến các nỗ lực chọn lọc sinh sản của các loài động vật trên cơ sở đặc điểm hành vi của chúng. Từ năm 1963, chương trình đã tiếp tục tại trại nuôi Nai sừng tấm Kostroma, trong đó có một đàn 33 con nai sừng tấm thuần hóa trong năm 2003. Mặc dù ở giai đoạn này các trang trại không được dự kiến sẽ là một doanh nghiệp kinh doanh có lãi, thì nó cũng có một số thu nhập từ việc bán sữa nai sừng tấm Á-Âu và quảng bá cho các nhóm khách du lịch. Giá trị chính của nó lại được nhận thấy trong các cơ hội mà nó cung cấp cho các nghiên cứu về sinh lý và hành vi của nai sừng tấm, cũng như trong những hiểu biết nó cung cấp vào các nguyên tắc chung của các động vật thuần hóa. Ở Thụy Điển, đã có một cuộc tranh luận vào cuối thế kỷ thứ XVIII về việc nuôi nai sừng tâm như một con vật nuôi nhà.

### Ở Nga
Trang trại nuôi nai sừng tấm trại Kostroma (tiếng Nga: Костромская лосеферма) là một trang trại thực nghiệm thí điểm ở Kostroma Oblast, Nga, nơi một đàn nai được nuôi giữ, chủ yếu để sản xuất sữa để lấy sữa và các phụ phẩm của nai sừng tấm. Vào đầu năm 1869, các nhà động vật học và nhà thám hiểm Nga Alexander von Middendorff viết thư cho Chính phủ của Sa hoàng: "Ngay cả những văn minh châu Âu những ngày này đã thất bại trong việc thuần hóa những con nai sừng tấm, con vật mà chắc chắn từ có thể được các tiện ích tuyệt vời. Chính phủ của chúng ta phải áp dụng tất cả các nỗ lực có thể hướng tới sự thuần dưỡng động vật này. Điều này là khả thi. Phần thưởng sẽ là tuyệt vời, và như vậy sẽ là vinh quang"

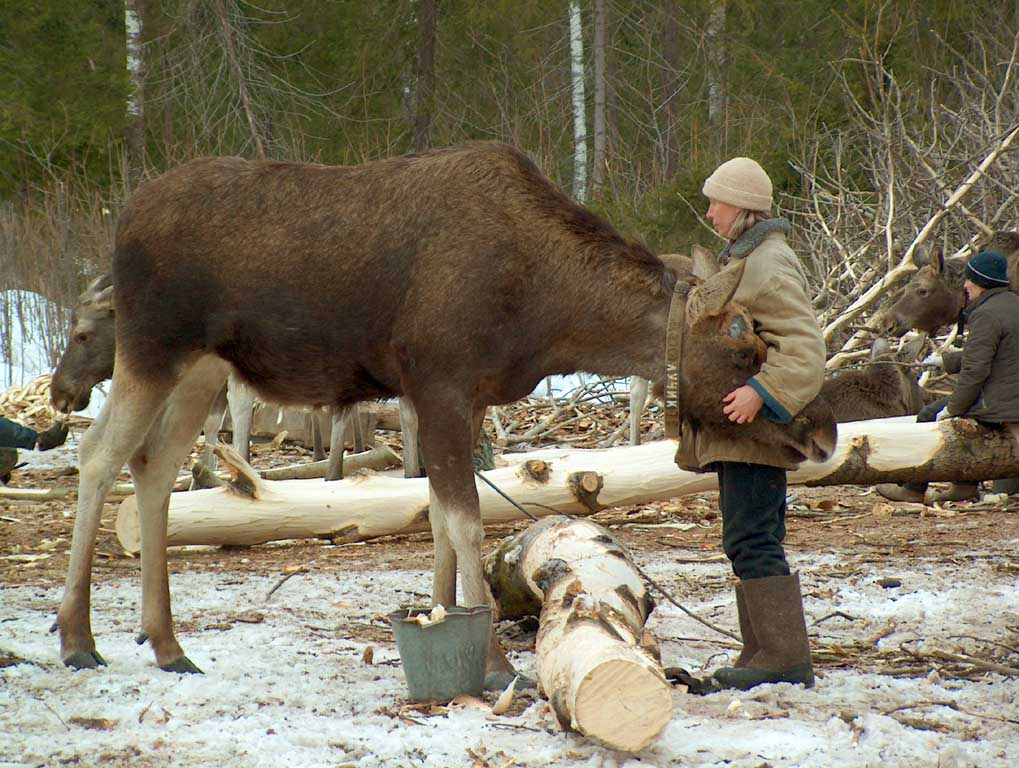
Nai sừng tấm ở trang trại

Những nai sừng tấm Á-Âu con nhỏ sẽ không quên những con đường đến trại vào mùa đông, vì đây là nơi mà các bữa ăn hàng ngày của chúng luôn được phục vụ. Ý tưởng về sự thuần hóa nai đã không nhận được nhiều sự ủng hộ trong Czarist Nga. Tuy nhiên, nó lại xuất hiện ở Liên Xô từ năm 1930, nó đã được đề xuất tại thời điểm đó khi những con nai thồ có thể được sử dụng hiệu quả ngay cả trong tuyết sâu. Năm 1934, Ủy ban bảo tồn thiên nhiên của Chính phủ Liên Xô ra lệnh tạo ra nơi dự trữ nai giống (zapovedniks) và các Trung tâm giống nai sừng tấm (лосиные питомники) công việc này đã không được hoàn thành trong thời gian Chiến tranh thế giới II, và khi chiến tranh đến, toàn bộ ý tưởng của nai thồ là một lực lượng chiến đấu đã bị cuốn phăng đi.
Sau chiến tranh, ý tưởng về thuần hóa những con nai sừng tấm đã được theo đuổi một lần nữa, với sự tập trung vào ngành nông nghiệp. Người ta cho rằng con nai sừng tấm có thể cung cấp một cách lý tưởng để cải thiện việc sử dụng các tiềm năng sản xuất sinh khối của rừng taiga ở miền bắc Nga, mà không phải là đặc biệt thích hợp cho một trong hai cây lương thực trồng hoặc chăn nuôi thông thường. Nếu con nai có thể được nuôi, chúng có thể được cung cấp thức ăn chăn nuôi thực tế, sử dụng các sản phẩm khai thác gỗ như cành cây và vỏ cây. Để nghiên cứu hành vi của con nai sừng tấm, mỗi con vật ở trại Kostroma được trang bị một máy phát radio.
Các trang trại nai sừng tấm thử nghiệm đầu tiên, dẫn đầu do Yevgeny Knorre đã được đưa ra vào năm 1949 bởi các nhân viên của khu bảo tồn thiên nhiên Pechora-Ilych. Hình ảnh hiếm hoi từ thời gian đó là tấm hình một người cưỡi một con nai sừng tấm được cưỡi và một trong một con nai sừng tấm kéo một xe trượt tuyết, trong tác phẩm P. Knorre của "thay đổi hành vi trong nai sừng tấm trong quá trình thuần hóa nó". Nghiên cứu cho thấy một cách nhanh chóng được sáng tác trong các quầy hàng không có lợi cho việc sinh con nai sừng tấm rồi sức khỏe của các con vật sẽ bị ảnh hưởng trong điều kiện như vậy, có thể vì thiếu chất dinh dưỡng nhất định rằng các loài động vật thả rông có thể tìm thấy các nguồn thực vật hoang dã. Hơn nữa, nó sẽ rất tốn kém để cung cấp nai sừng tấm Á-Âu nuôi nhốt với thức ăn phù hợp, như con nai này ăn uống cầu kỳ và sẽ không ăn nhánh cây dày hơn khoảng 10 mm (0,4 inch) hay đại loại như vậy.
Các kỹ thuật khả thi hơn, thông qua đầu tiên tại Yaksha và sau đó tại trại Kostroma có thể được gọi là "chăn nuôi nai" như là hơi tương tự như tuần lộc chăn thả bán thuần có theo dõi của người dân của vùng đài nguyên, hoặc chăn cừu của thảo nguyên. Trong phần lớn năm, các con vật được phép dạo chơi tự do khắp khu rừng. Chúng thường không đi quá xa, tuy nhiên, vì chúng biết các trang trại (hoặc trại mùa đông) là nơi để có được món ăn ưa thích của chúng và như một nơi an toàn để phục vụ cho việc sinh nở của chúng.
Các trại Kostroma nơi nai sừng tấm Á-Âu sinh con của chúng vào tháng Tư hoặc tháng Năm. Một con bê con nai sừng tấm trang trại sinh được tách ra từ mẹ của mình trong vòng 2-3 giờ sau khi sinh. Đó là lần đầu tiên nó bú bình với một lượng sữa thay thế cho sữa mẹ, và sau đó được cho ăn từ một cái xô. Kết quả là hiệu ứng vịt con (imprinting) làm con vật đang phát triển gắn liền với người chăn nuôi, món yến mạch hấp sẽ vẫn là một trong các loại thực phẩm yêu thích cho phần còn lại của cuộc sống của nó. Trong khi đó, những con nai sừng tấm mẹ được vắt sữa dưới bàn tay những cô gái vắt sữa của trang trại, do một cơ chế tương tự con nai con cái sẽ sớm nhận ra họ là "những đứa trẻ thay thế" của nó và yên tâm tiết sữa. 

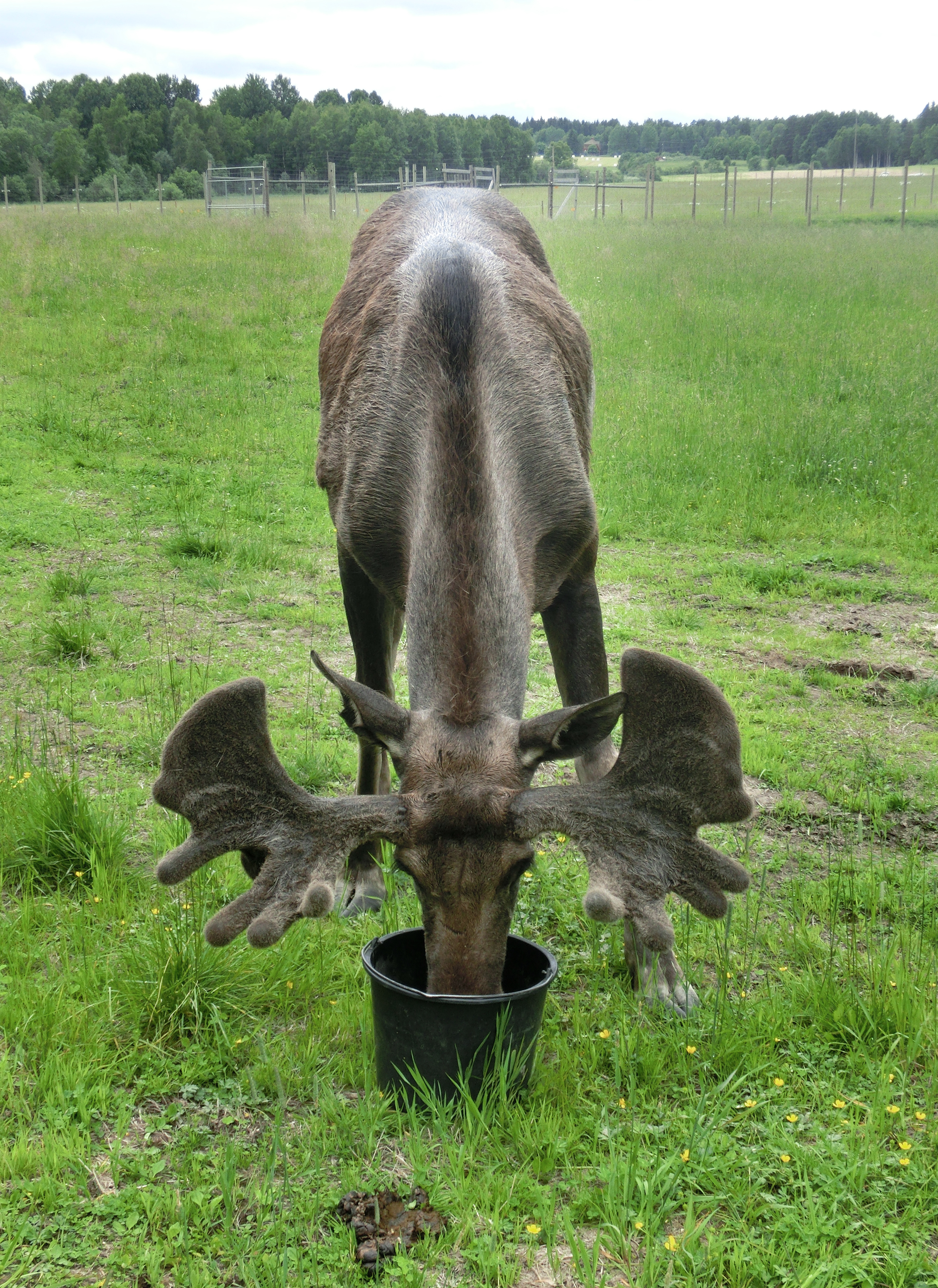
Nai sừng tấm thích ăn cháo yến mạch

Tại thời điểm này, nó có thể được cho chạy vào rừng; nó sẽ trở về với trang trại mỗi ngày để được vắt sữa trong phần còn lại của thời kỳ cho con bú mình (thông thường, cho đến tháng Chín hoặc tháng Mười). Vào mùa đông, các loài động vật dành nhiều thời gian ở các khu vườn này trong các khu rừng gần đó, nơi cây bị chặt để ăn các sản phẩm phụ của hoạt động khai thác. Các nguồn cung cấp dồi dào các loại thực phẩm rừng, cộng với khẩu phần ăn hàng ngày của yến mạch và nước muối giữ chúng xung quanh khu vực này thậm chí không cần phải có hàng rào.
Cách làmm này được phát hiện sớm trong quá trình nghiên cứu thuần hóa nai sừng tấm Á-Âu rằng một số loài động vật đang gắn bó với trang trại hơn những động vật khác. Do đó, người ta hy vọng rằng một chương trình lựa chọn đa thế hệ sẽ cho kết quả trong chăn nuôi với nhiều loại nai thuần chủng. Tuy nhiên, trong điều kiện của con nai hiện trang trại, triển vọng của chọn lọc nhân tạo được thực hiện phần nào khó khăn bởi thực tế là trong các trang trại điều kiện tự do của việc những con nai sừng tấm Á-Âu được thuần dưỡng lại thường giao phối với những con nai sừng tấm hoang dã.
Trại Kostroma thành lập năm 1963 dưới sự bảo trợ của Trạm nghiên cứu nông nghiệp Kostroma Oblast (Костромская государственная областная сельскохозяйственная опытная станция), nơi mà tự do phạm vi kỹ thuật chăn nuôi nai được sử dụng. Một phòng thí nghiệm nuôi Nai sừng tấm Á-Âu đã được tạo ra tại các trạm nghiên cứu để phối hợp công việc nghiên cứu tiến hành tại các trang trại, bởi cả các nhà động vật học Kostroma và các nhà nghiên cứu từ Moskva và các nơi khác. Thật không may, vào năm 1985, Phòng thí nghiệm nuôi Nai sừng tấm Á-Âu đã được chuyển từ trạm nghiên cứu Kostroma Nông nghiệp đến Trạm nghiên cứu Kostroma Lâm nghiệp, trong khi các trang trại nai sừng tấm đã được chuyển giao cho các doanh nghiệp lâm nghiệp Kostroma (Костромской лесхоз);
Do cắt giảm ngân sách, các phòng thí nghiệm nuôi Nai sừng tấm Á-Âu đã được đóng cửa hoàn toàn vào năm 1992 sau sự kiện Liên Xô tan rã. Trong những điều kiện này, các trang trại tiếp tục hoạt động giống như một vườn bách thú hơn một cơ sở nghiên cứu. Mãi cho đến tháng 1 năm 2002 mà các phòng thí nghiệm nuôi Nai sừng tấm Á-Âu đã được tái tạo, tổ chức mẹ của nó bây giờ được gọi là Viện nghiên cứu nông nghiệp Kostroma. Năm 2005, trại Kostroma đã được chuyển giao từ các doanh nghiệp lâm nghiệp cho Ban Tài nguyên Kostroma Oblast. Điều này cho phép nối lại các công trình nghiên cứu trên trang trại. Các dòng chính của kinh tế trang trại là sản xuất sữa. Chăn nuôi của trang trại bao gồm khoảng 10-15 con nai sừng tấm Á-Âu vẫn cho sữa.
Sữa của nai sừng tấm được báo cáo là giàu vitamin và nguyên tố vi lượng và tính hữu dụng để điều trị loét dạ dày tá tràng, tổn thương bức xạ và một số điều kiện khác được cung cấp cho gần trại Điều dưỡng Ivan Susanin. Thu hoạch nhung nai, một con nai sừng tấm đực mọc một cặp mới của gạc mỗi mùa hè.Tương tự như các trang trại hươu Maral ở New Zealand và Siberia, gạc nai có thể được thu hoạch trong khi chúng vẫn còn mềm mại và được bao phủ với nhung, được sử dụng để sản xuất các sản phẩm dược phẩm nhất định.

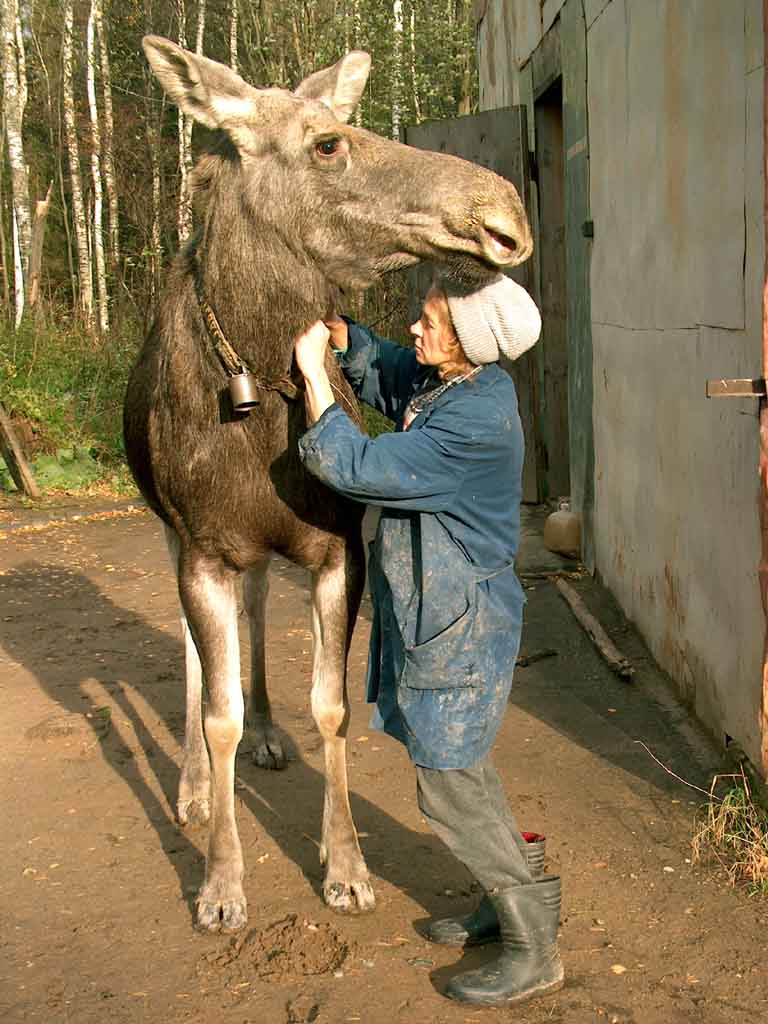
Nai sừng tấm

Nhiều người được khuyên không nên cố gắng để bắt đầu một trang trại nai sừng tấm nhằm sản xuất thịt sản lượng thịt sẽ không bao gồm các chi phí sản xuất (mà có thể đội lên cao mười lần như sản xuất thịt bò), và, bên cạnh đó, mô hình nuôi nhốt quảng canh đối với nai sừng tấm Á-Âu là ngu ngốc, và những con nai sẽ không quay trở lại trang trại nơi những người anh em của chúng vẫn bị giết mổ. Một vài nhà khai thác ở Yaroslavl và Nizhny Novgorod Oblasts đã cố gắng để làm điều này. Các trang trại duy trì cơ sở dữ liệu của tất cả các loài động vật đã từng được đưa đến trang trại hoặc sinh ra ở đó (ghi chép đầy đủ về phả hệ, bổn bang). Tính đến năm 2006, nó được liệt kê có 842 cá thể nai sừng tấm Á-Âu đã sống ở trang trại trong điều kiện lịch sử của nó. Hơn bốn mươi năm hoạt động đầu tiên (1963-2003), 770 loài động vật đã kết thúc kỳ nghỉ của chúng tại nông trại ở những cách sau đây: Trong giai đoạn 1972-1985 (khi số liệu sản xuất sữa có sẵn), số lượng nai cái dùng để vắt sữa nai về nông nghiệp tăng 3-16, số lượng trung bình trong khoảng thời gian là 11. Trong những năm 13, 23.864 lít (khoảng 6.000 gallon) của sữa đã được cho ra.
Khu Bảo tồn thiên nhiên Pechora-Ilych (tiếng Nga: Печоро-Илычский заповедник, Pechoro-Ilychsky zapovednik) là một khu bảo tồn thiên nhiên là nơi thí nghiệm thuần hóa Nai sừng tấm Á-Âu. Các con nai sừng tấm từ lâu đã là một đối tượng của nghiên cứu tại Khu bảo tồn thiên nhiên Pechora-Ilych.Trong cuối những năm 1940, việc quản lý dự trữ bắt gặp các vấn đề của sự phát triển không bền vững của dân nai. Đến đầu năm 1950, các đồng cỏ trong khu bảo tồn bắt đầu sẽ bị cạn kiệt. Để xử lý vấn đề này, vào năm 1956 một doanh nghiệp săn nai sừng tấm (лосепромысловое хозяйство) liên kết với các khu bảo tồn, nhưng nằm bên ngoài lãnh thổ của mình. Việc đầu tư trong năm đầu hoạt động giữa năm 1956 và 1968, gần 1000 con nai sừng tấm Á-Âu đã thu hoạch, cung cấp 200 tấn thịt. Đồng thời, các hoạt động săn bắn cho phép để thu thập các tài liệu thống kê độc đáo về sinh học của nai. Bên cạnh đó săn nai sừng tấm, vào năm 1949 được cán bộ khu bảo tạo ra các cơ sở họ gọi là một "trang trại nai" (лосеферма, loseferma), để nghiên cứu tính khả thi của việc thuần hóa nai.
Giám đốc đầu tiên của dự án này là Yevgeny Knorre. Sau khi ông chuyển đến bảo tồn Thiên nhiên Volga-Kama năm 1962, học sinh của mình MV Kozhukhov trở thành đạo diễn.Các mục tiêu chính của các trang trại là để tìm hiểu thêm về sinh thái học của nai sừng tấm, và sử dụng kiến thức này để phát triển các khẩu phần thức ăn phù hợp cho con nai sừng tấm và kỹ thuật để chăm sóc cho chúng; để nghiên cứu tính khả thi của việc nâng cao dân trang trại nuôi; và để khám phá các khả năng của việc sử dụng các nai sừng tấm Á-Âu trong nền kinh tế quốc gia. Có ba con nai sừng tấm Á-Âu trong trại vào tháng 3 năm 2012 Trong những năm 40 cá thể đầu tiên của dự án, đã có 6 thế hệ nai được nuôi tại trang trại, với một số 30-35 loài động vật tại nông trại ở bất cứ năm nào. Khoảng 15 nai con được nuôi tại các trang trại trong một mùa xuân. Tổng số các loài vật nuôi trong năm được cho là đã vượt quá 500 cá thể.
Những con nai sừng tấm Á-Âu lớn lên ở nông trại dành phần lớn thời gian kiếm ăm trong rừng; Tuy nhiên, một con bò con nai sừng tấm thai sẽ luôn luôn trở lại trang trại để cung cấp cho việc sinh. Sau đó, trong thời kỳ cho con bú của 3-5 tháng, con bò nai sẽ đến với các trang trại nhiều lần một ngày, vào cùng một giờ, được vắt sữa. Việc vắt sữa của một con nai sừng tấm là nhỏ hơn so với một con bò sữa: trong thời kỳ cho con bú, tổng số từ 300-500 lít (75-125 lít) sữa thu được từ một con bò con nai sừng tấm. Tuy nhiên, sữa có (12-14%) hàm lượng chất béo cao, và rất giàu vitamin và nguyên tố vi lượng; nó được cho là có đặc tính chữa bệnh.
Một con nai sừng tấm nuôi có thể sống lâu như 18 năm, mặc dù vài cá thể trong số chúng không đến tuổi này vì sự tàn phá của những con sói, gấu và kẻ săn trộm trên những đàn thả rông.Trong số những ứng dụng tiềm năng sản xuất của con nai được quan tâm, việc sản xuất sữa đã được tìm thấy nhiều triển vọng nhất. Tuy nhiên, cưỡi một con nai sừng tấm, hoặc sử dụng nó để kéo xe trượt tuyết đã được thử tại các trang trại là tốt. Trong những năm qua, một số bài báo nghiên cứu đối phó với các chức năng sinh lý, phong tục học, và sinh thái của con nai sừng tấm đã được công bố bởi các nhà sinh học từ nguồn dự trữ, cũng như từ các viện nghiên cứu ở Syktyvkar và Moscow Dự án Thuần hơi tương tự như bò xạ hương tại Đại học Viện nghiên cứu nông nghiệp phía Bắc của Alaska của Knorre và nai sừng tấm Á-Âu công việc thuần hoá các cộng sự của mình tại Pechora Ilych, cũng như, cũng cung cấp những hiểu biết có giá trị trong lý thuyết chung về thuần dưỡng động vật. 

### Ở Thụy Điển

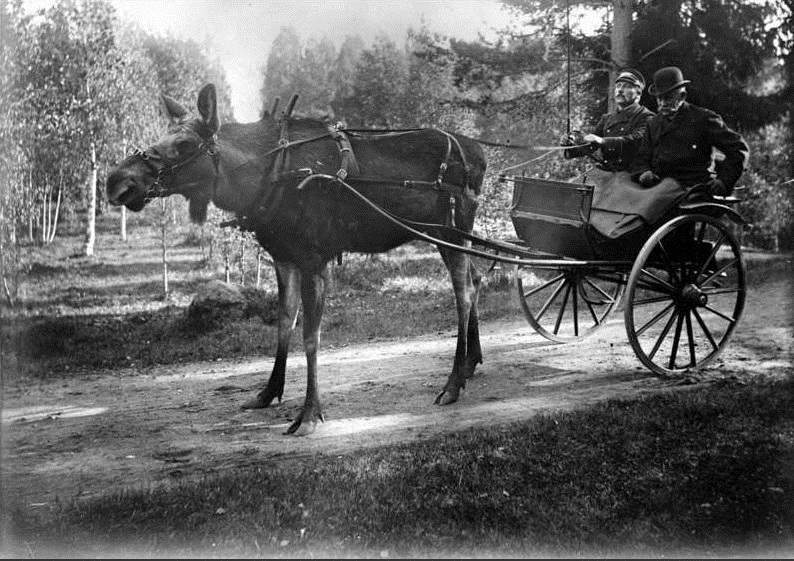
Một con nai sừng tấm Á Âu đang kéo xe ở Thụy Điển

Ơ Thụy Điển có con Älgen Stolta hay còn gọi là nai Stolta là một ví dụ điển hình về việc thuần dưỡng nai sừng tấm, đây là một con nai sừng tấm trở nên nổi tiếng vì tham gia vào một chương trình chạy tại một sự kiện đua ở Pháp, Thụy Điển vào năm 1907. Trong những năm 1900, một con nai cái qua đời, để lại một con nai con, các thông tin khác nhau cho biết cha  của nó đã một bị giết bởi một con tàu đi qua, những thành viên khác trong gia đình nó bị chết đuối, nhưng nó đã được cứu ở gần sông Dalälven gần Älvkarleby và được đưa đến Johan Blad, quản đốc tại công viên đường sắt Älvkarleö. Blad gọi Anders Gustav Jansson đã sống ở Älvkarleby và đã có một danh tiếng cho ngành chăn nuôi. Vì vậy ông đã yêu cầu sự giúp đỡ của ông với nai mà họ đặt tên là Stolta
Con nai sừng tấm này đã được nuôi dưỡng như một con ngựa thuần hóa, làm nghề rừng, kéo xe và xe trượt tuyết và cũng được sử dụng để kéo xe trượt tuyết chở khách du lịch một giữa các ga đường sắt và các khách du lịch gần thác nước trong Älvkarleby. Năm 1907, tại một lễ hội thể thao mùa đông ở Pháp, Stolta đã giành chiến thắng một cuộc đua ngựa chạy nước kiệu trên một hồ băng bao phủ Jansson. Các công viên, nơi Älgen Stolta đã được nuôi nhốt trong năm 1909 là khu vực được xác định như là một phần của hồ chứa cho một nhà máy thủy điện. Stolta đã được chuyển đến bảo tàng ngoài trời của Skansen trên đảo Djurgården ở Stockholm. Sau cuộc đua năm 1907, một quy định luật không cấm sử dụng nai sừng tấm như súc vật đã được bổ sung do vậy không còn cảnh đua nai sừng tấm nào nữa.